# Biserica „Tăierea Capului Sfântului Ioan Botezătorul” din Reuseni
Biserica „Tăierea Capului Sfântului Ioan Botezătorul” din Reuseni este un lăcaș de cult ortodox situat în satul Reuseni (comuna Udești), la o distanță de aproximativ 15 km sud-est de municipiul Suceava. Această biserică este considerată a fi ultima ctitorie a lui Ștefan cel Mare și Sfânt (1457-1504), fiind construită în perioada 1503-1504. 
Ansamblul bisericii „Tăierea Capului Sf. Ioan Botezătorul” din Reuseni a fost inclus pe Lista monumentelor istorice din județul Suceava din anul 2015, având codul de clasificare  SV-II-a-A-05631 și fiind format din 2 obiective:
- Biserica „Tăierea Capului Sf. Ioan Botezătorul” - datând din 1504 și având codul SV-II-m-A-05631.01
- Turnul clopotniță - datând din secolul al XIX-lea și având codul SV-II-m-A-05631.02

## Istoric
Satul Reuseni este așezat pe un șes înconjurat de dealuri, casele sunt înșiruite pe ambele părți ale drumului ce trece prin mijlocul satului. Prin mijlocul satului trece un mic pârâu care devine periculos când plouă mult, aducând pagube însemnate câmpului și satului.
Prima mențiune documentară a satului Reuseni datează din 24 septembrie 1468, deși vechimea așezării trebuie să fi fost mult mai mare. În urma cercetărilor arheologice de suprafață efectuate în aria administrativă a localității de astăzi s-a putut deduce, pe baza materialelor ceramice recoltate, că aceasta s-a construit în a doua jumătate a secolului al XIV-lea, asemeni multora dintre așezările rurale din zona bazinului mijlociu al râului Suceava. 
Documentul original păstrat în colecțiile Academiei Române relatează că proprietar al unei jumătăți din satul Reuseni a devenit la data menționată unul dintre boierii credincioși ai lui Ștefan cel Mare și anume, „pan Șteful Cernătescul”.
Pe locul unde este zidită biserica, la data de 15 octombrie 1451, a fost tăiat la o nuntă capul voievodului Bogdan al II-lea (1449-1451), tatăl lui Ștefan cel Mare, de către Petru al III-lea Aron (domnitor al Moldovei în perioadele 1451-1452, 1454-1455 și 1455-1457), care venise cu armată asupra lui Bogdan ca să-l scoată din scaunul domnesc. Tradiția spune că după ce a fost ucis tatăl lui Ștefan cel Mare, acesta s-a refugiat în pădurea vecină, ascunzându-se într-un stejar, de frica lui Petru Aron, care voia să-l omoare.
Tradiția spune că din acest stejar s-a făcut o bisericuță de lemn care există astăzi în micul sat Mănăstioara, sat care are 20 de case, făcându-se slujbe de două ori pe an: la Schimbarea la Față (când se adună multă lume) și la Intrarea în biserică a Maicii Domnului. 
Dar nici Petru Aron nu s-a bucurat prea mult timp de domnie, deoarece Ștefan cel Mare, fiul lui Bogdan, s-a ridicat cu oaste împotriva uzurpatorului Petru Aron și după două lupte - la Doljești și satul Obric, îl biruiește pe Petru, urcându-se pe scaunul Moldovei, domnind până în anul 1504.
Construcția bisericii a fost începută la data de 8 septembrie 1503 de către Ștefan cel Mare și Sfânt, dar cum domnitorul a murit între timp, biserica a fost finalizată la 18 septembrie 1504 de către fiul său, domnitorul Bogdan al III-lea (1504-1517).  
Pisania are următorul cuprins:
|  | În anul 7011 septembrie 8, Io Ștefan Voievod, din mila lui Dumnezeu Domnul Țării Moldovei, a binevoit și a zidit acest hram în numele Tăierii cinstitului cap al cinstitului și slăvitului prooroc înainte mergător și botezător Ioan, în acest loc unde a fost tăiat capul tatălui său Bogdan Voievod. Și pe Ștefan Voievod l-a ajuns moartea, veșnica lui pomenire, iar fiul său Bogdan Voievod a continuat cele începute de tatăl său și a terminat biserica în anul 7012, în luna septembrie 18. | — Pisania Bisericii din Reuseni |

Rămășițele pământești ale lui Bogdan al II-lea au fost înhumate în biserica din satul Secuieni, cam la 10 km de Reuseni. Piatra de mormânt găsită aici arată că nu au fost reînhumate în Biserica din Reuseni, cum voia să facă Ștefan cel Mare.
În anul 1868 s-a acoperit biserica cu șindrilă, iar în 1906 s-a acoperit cu tablă prin dania credincioșilor. În secolul al XIX-lea a fost construit și un turn clopotniță din lemn.
În ceea ce privește interiorul bisericii, a rămas același, nesuferind nici o schimbare: fără pictură și cu ornament frumos. În anul 1843 s-a refăcut iconostasul, s-a podit biserica cu scânduri pe timpul preotului Marian Lazăr (1833-1861), înlăturându-se vechea pardoseală din cărămidă.
După cum se precizează în "Anuarul Mitropoliei Bucovinei pe anul 1937", Biserica "Tăierea Capului Sfântului Ioan Botezătorul" din Reuseni avea o casă parohială de cărămidă, o sesie parohială de 12 ha, o sesie a cântărețului de 3 ha și o sesie a ponomarului de 1 ha. Parohia avea în îngrijire spirituală 150 familii cu 700 credincioși. Ea avea ca filială biserica "Nașterea Maicii Domnului" din Securiceni (construită în 1927-1932) În acel an, comunitatea ortodoxă din Reuseni nu avea preot. 
Începând din anul 2005 se desfășoară aici lucrări de consolidare și restaurare a monumentului istoric sub coordonarea prof.dr.arh. Virgiliu Polizu.

## Preoți-parohi
Printre preoții care au păstorit aici menționăm pe următorii: Andrei Gallin (până în 1805), Ioan Gallin (1805-1806), Nicolae Gallin (1806-1832), Lazăr Marian (1833-1861), Mihai Iliuță (1861-1868), Nicolae Mănărăzan (1868-1874), Eugen Vorobchievici (1875-1898), Constantin Ursache (1898), Teodor Bumbac (1898-1902), Ștefan Marian (1902-1937), Mihai Ioachimciuc (1937-1941), Titus Chariton (1942-1950), Dumitru Filipescu (1952-1959), Teofil Lupășteanul (1959-1960), Gheorghe Rotaru (1960-1970), Teodor Mera (1970-1972), Ion Chirilă (1972-1974), Constantin Rotaru (1975-1991), Ionel Romega (din 1991).

## Arhitectura bisericii
Biserica "Tăierea Capului Sfântului Ioan Botezătorul" din Reuseni face parte din grupa bisericilor construite în plan mixt, provenit din combinarea planului longitudinal cu cel trilobat, fără turlă și abside laterale. Biserica are o lungime de 25,50 metri, o lățime de 9,50 metri și o înălțime de 11 metri.
Soclul bisericii și-a păstrat profilul. Pornind de la ideea unei biserici de tip longitudinal, silueta elegantă a construcției este accentuată prin prelungirea în exterior, spre vest, a zidurilor laterale (cu circa 2,5 m) legate printr-un arc semicircular și unirea lor la partea superioară prin arcadă, obținându-se astfel un spațiu semideschis care era folosit odinioară drept clopotniță. Această inovație în arhitectura moldovenească a fost preluată de la Biserica Tăierea Capului Sfântului Ioan Botezătorul din Arbore. 
Ferestrele sunt mici, cu chenare dreptunghiulare de baghete încrucișate la colțuri și cu partea interioară în semicerc. Ușa prin care se intră în pronaos, tăiată în peretele sudic, are un chenar de muluri, fără baze, terminate în arc frânt. Calota pronaosului este așezată pe un sistem de opt arcuri dispuse etajat.
În pronaos se află un mormânt în zid, care nu a fost încă identificat, se crede totuși că acest mormânt ar fi al boierului Mihalache care a fost unul din ctitorii bisericii.
De asemenea, naosul este boltit cu o calotă similară. Ușa prin care se pătrunde în naos are muluri încrucișate la colțurile de sus. Absidele naosului sunt înscrise în grosimea pereților și încadrate de două mănunchiuri de colonete angajate, sculptate în piatră, cu bazele ornamentale. 
Absida altarului cu bolta în sfert de sferă are spre nord și sud obișnuitele nișe ale proscomidiarului și diaconiconului. Biserica nu a fost pictată.

## Imagini

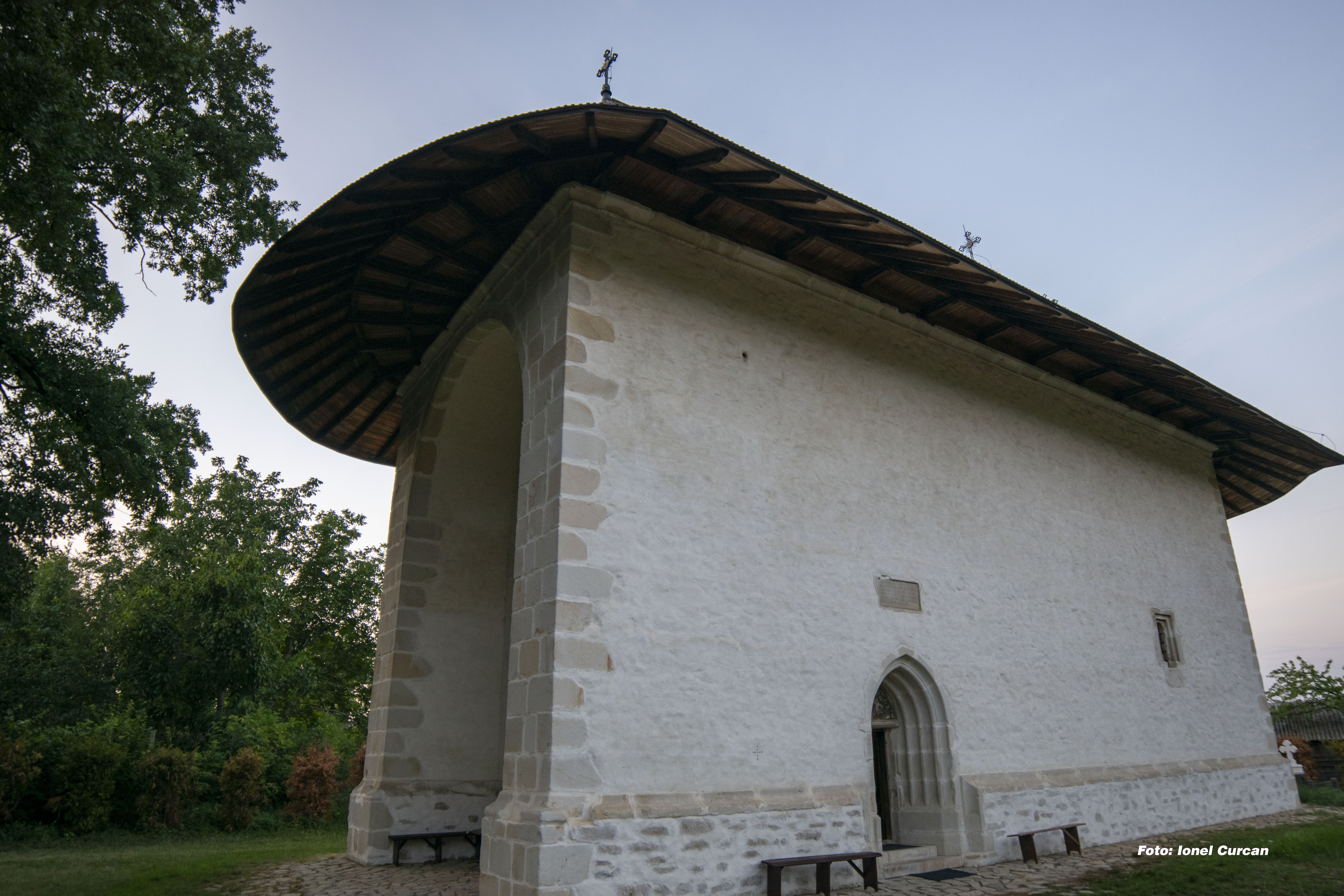
Vedere de ansamblu
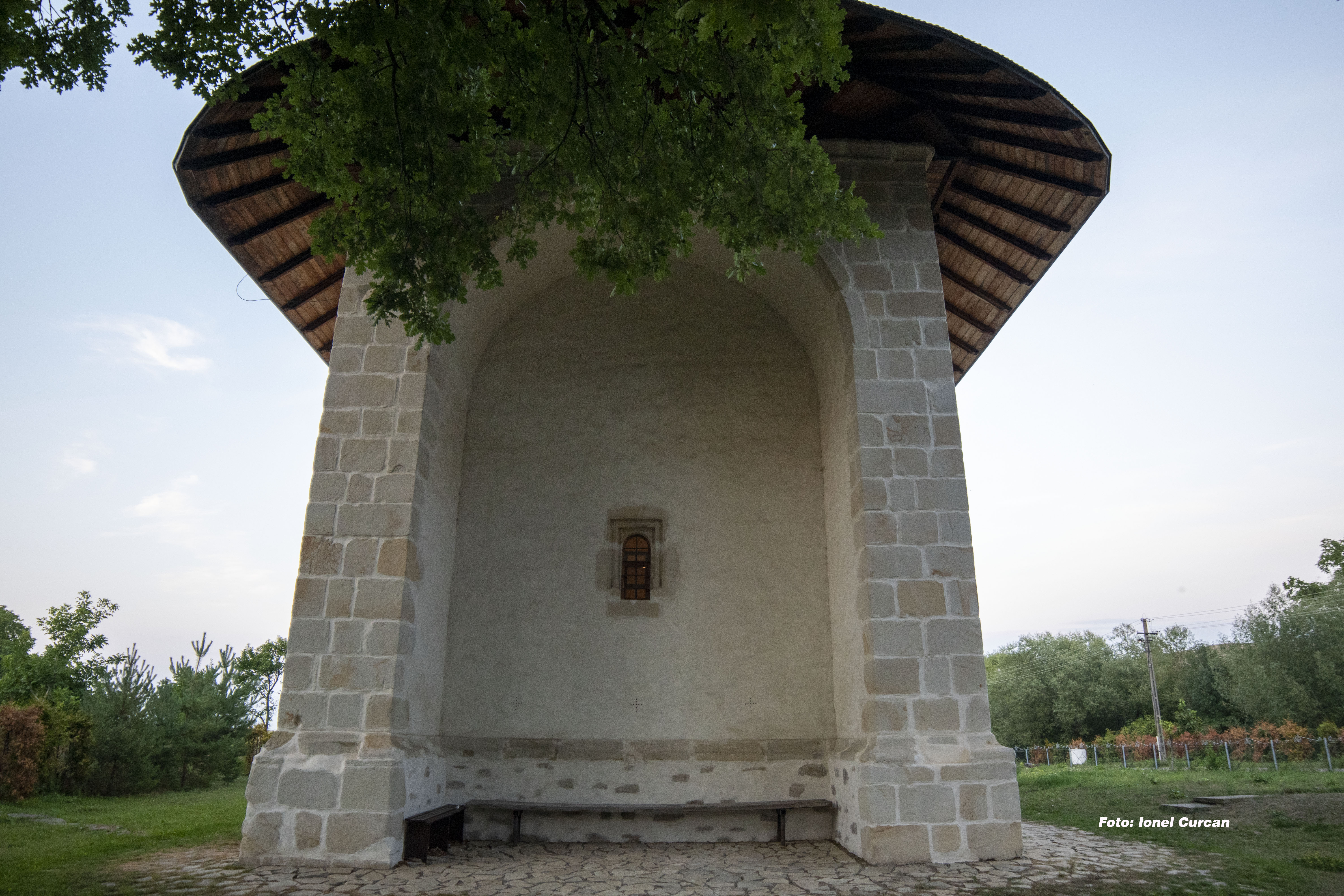
Vedere de ansamblu
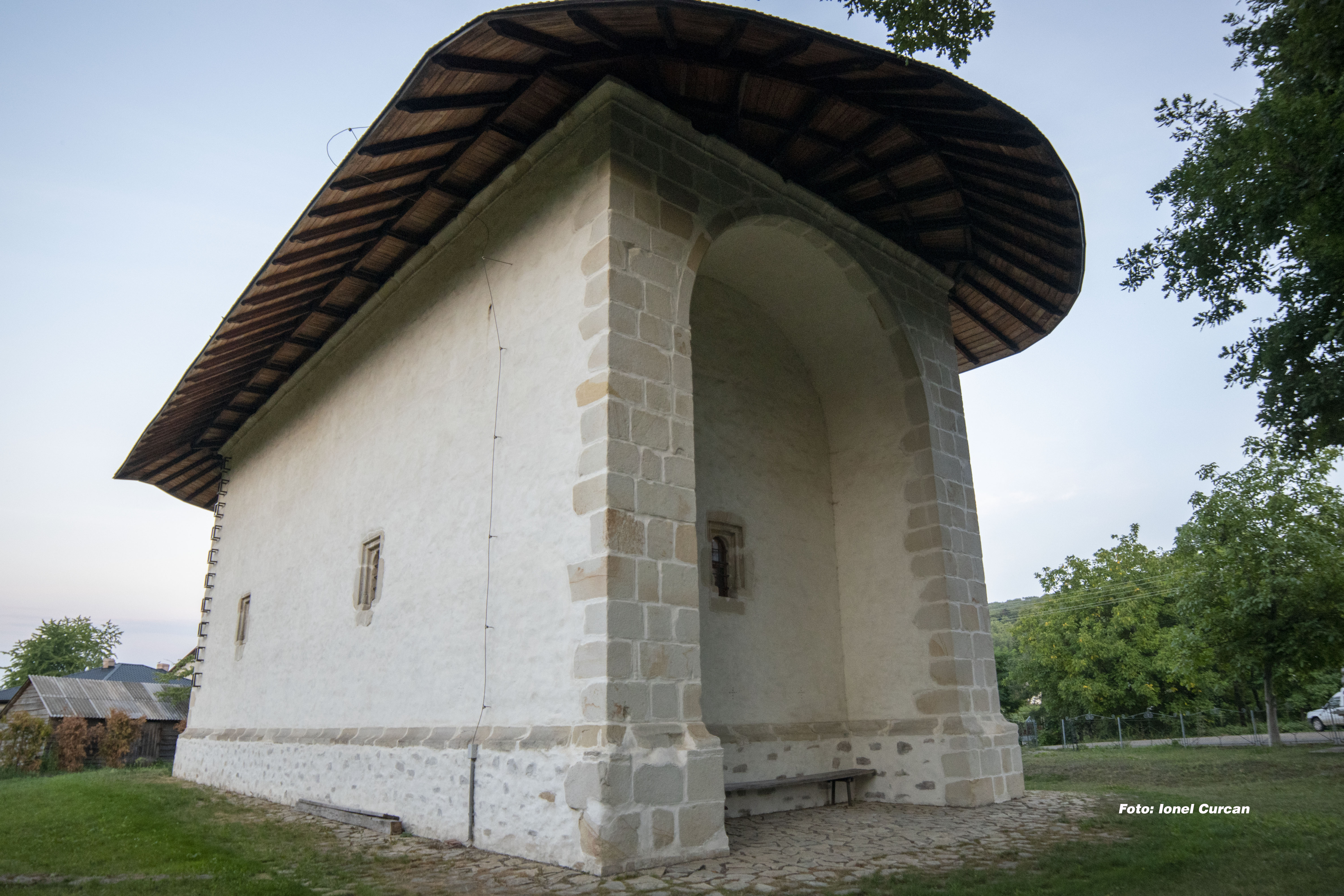
Vedere de ansamblu
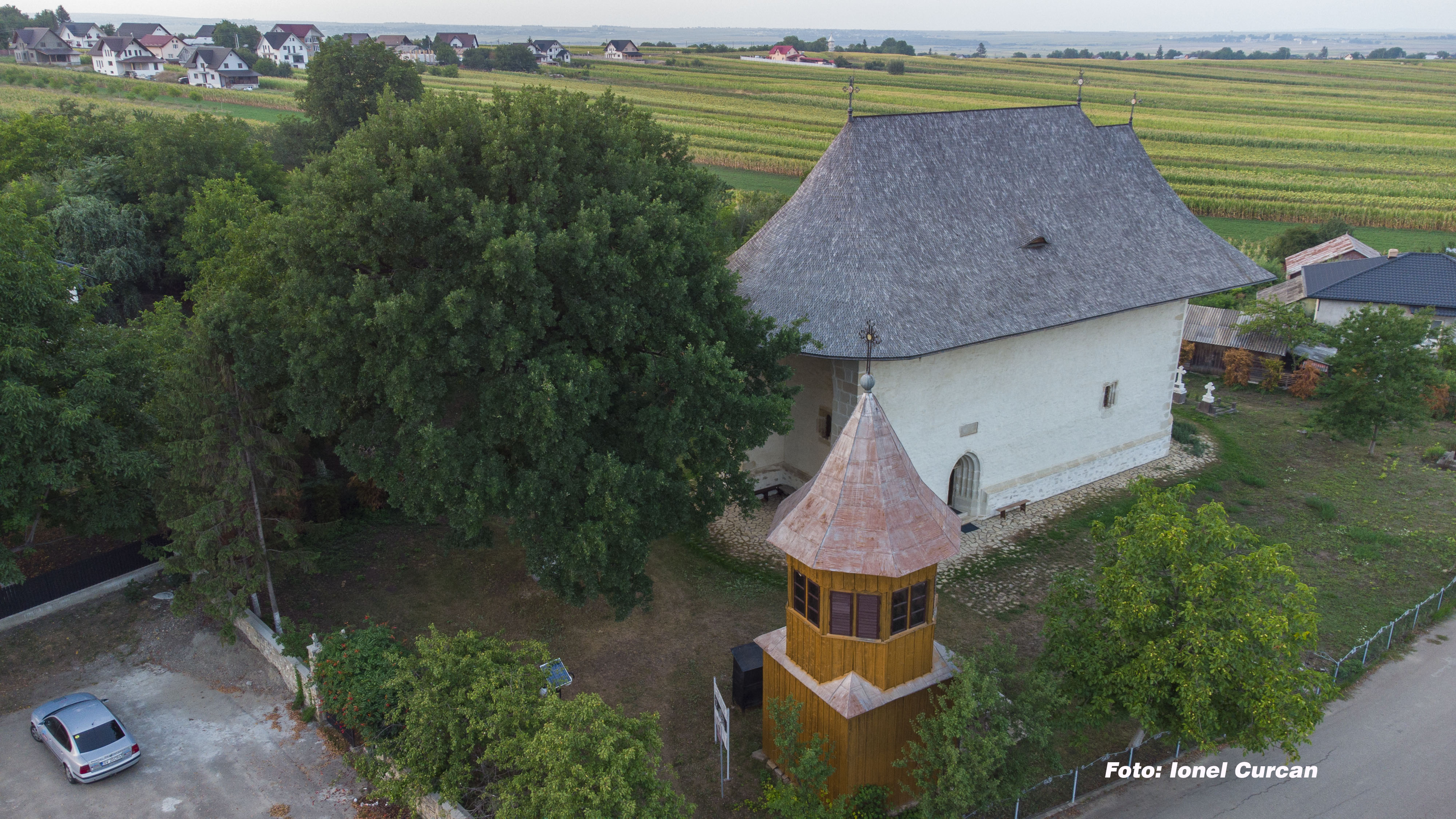
Vedere de sus
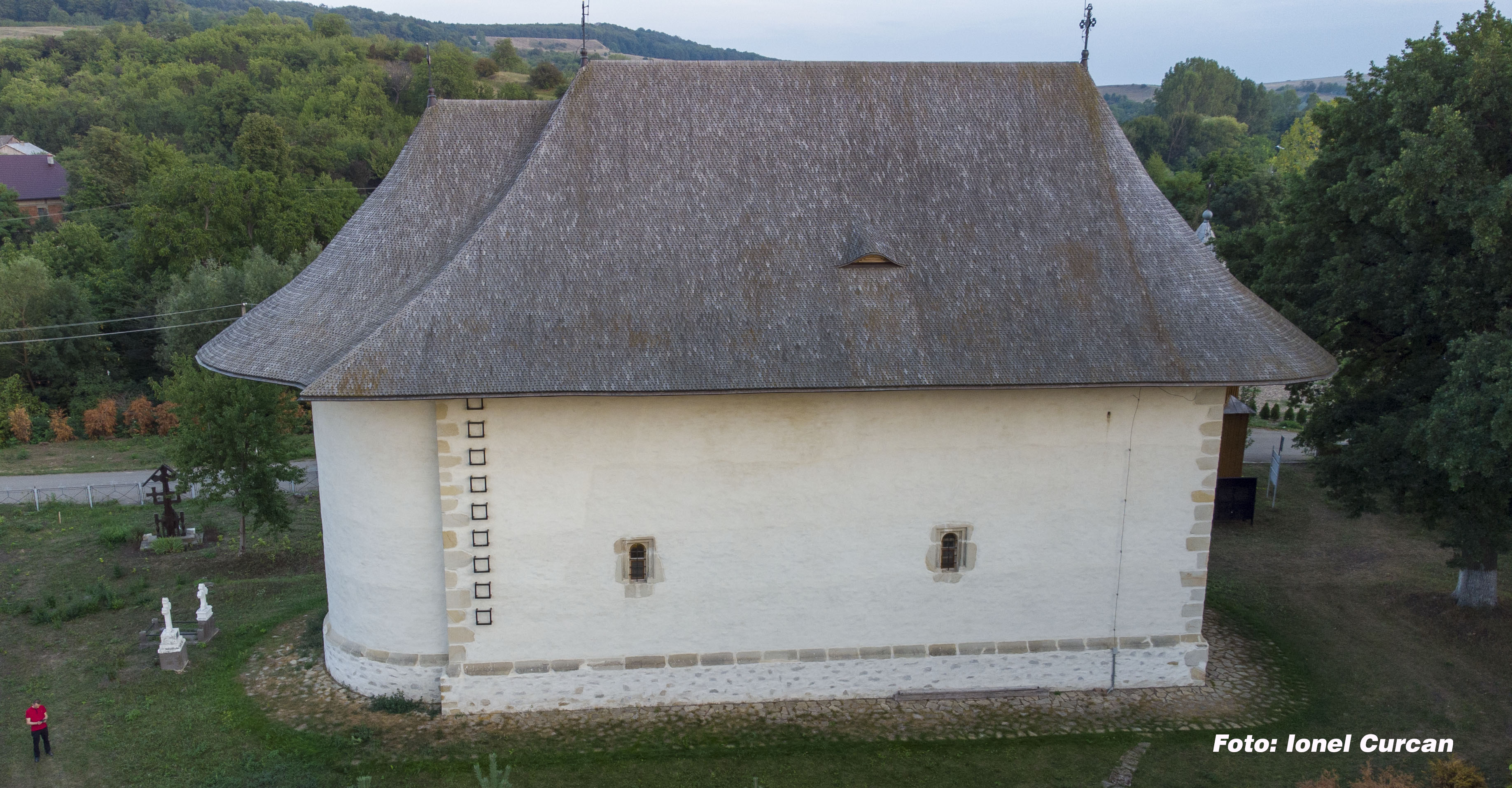
Vedere de sus
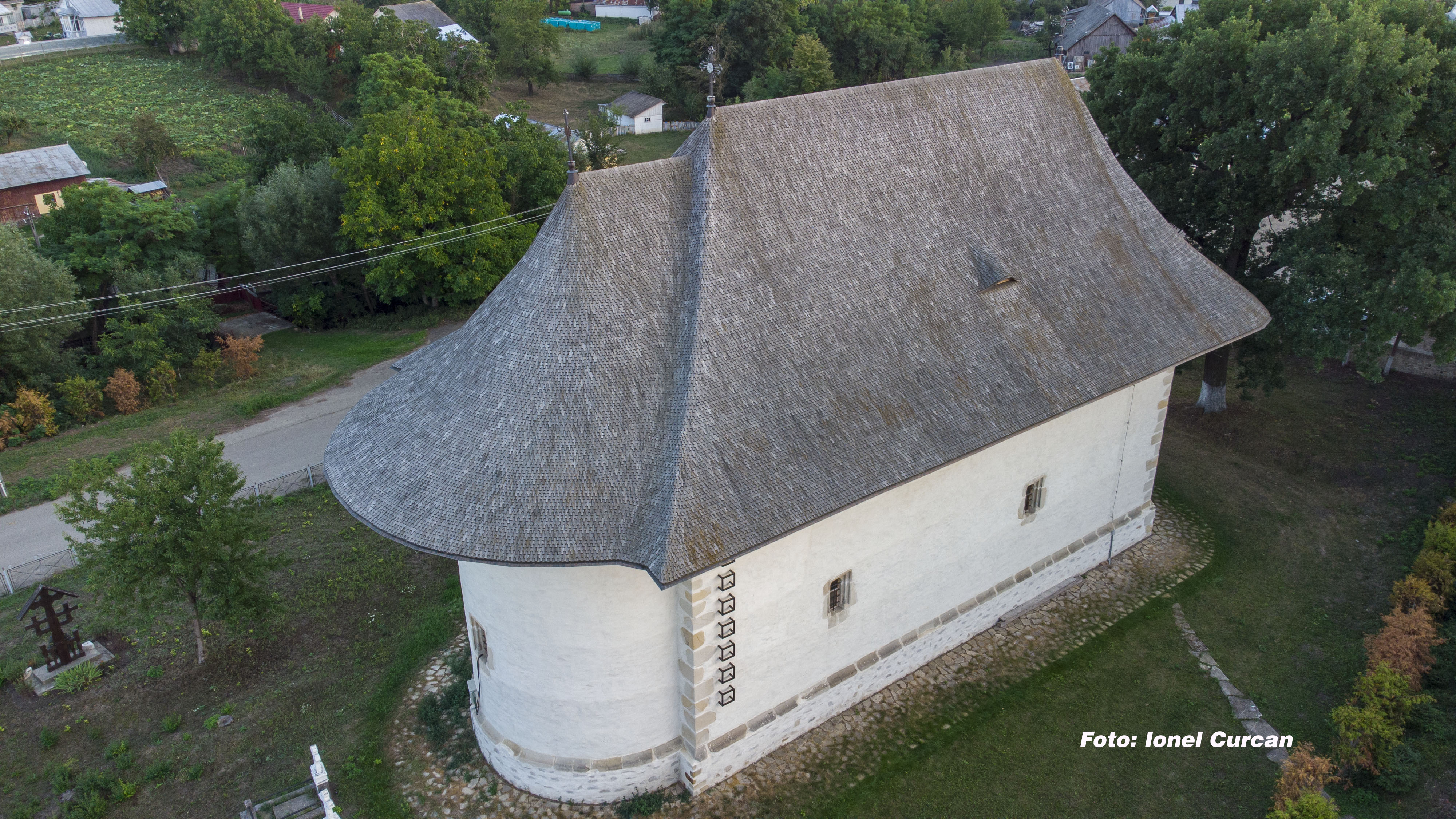
Vedere de sus
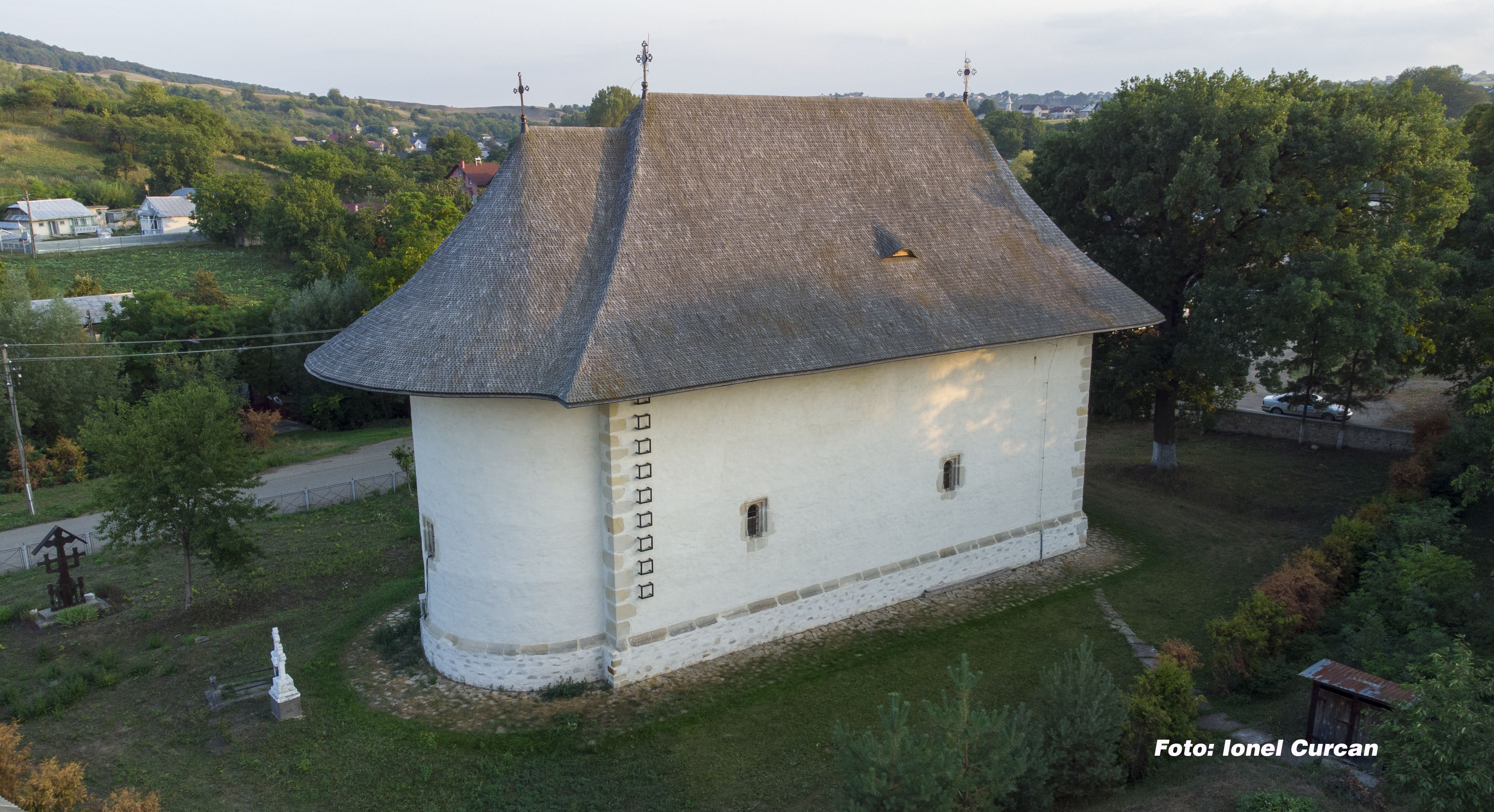
Vedere de sus
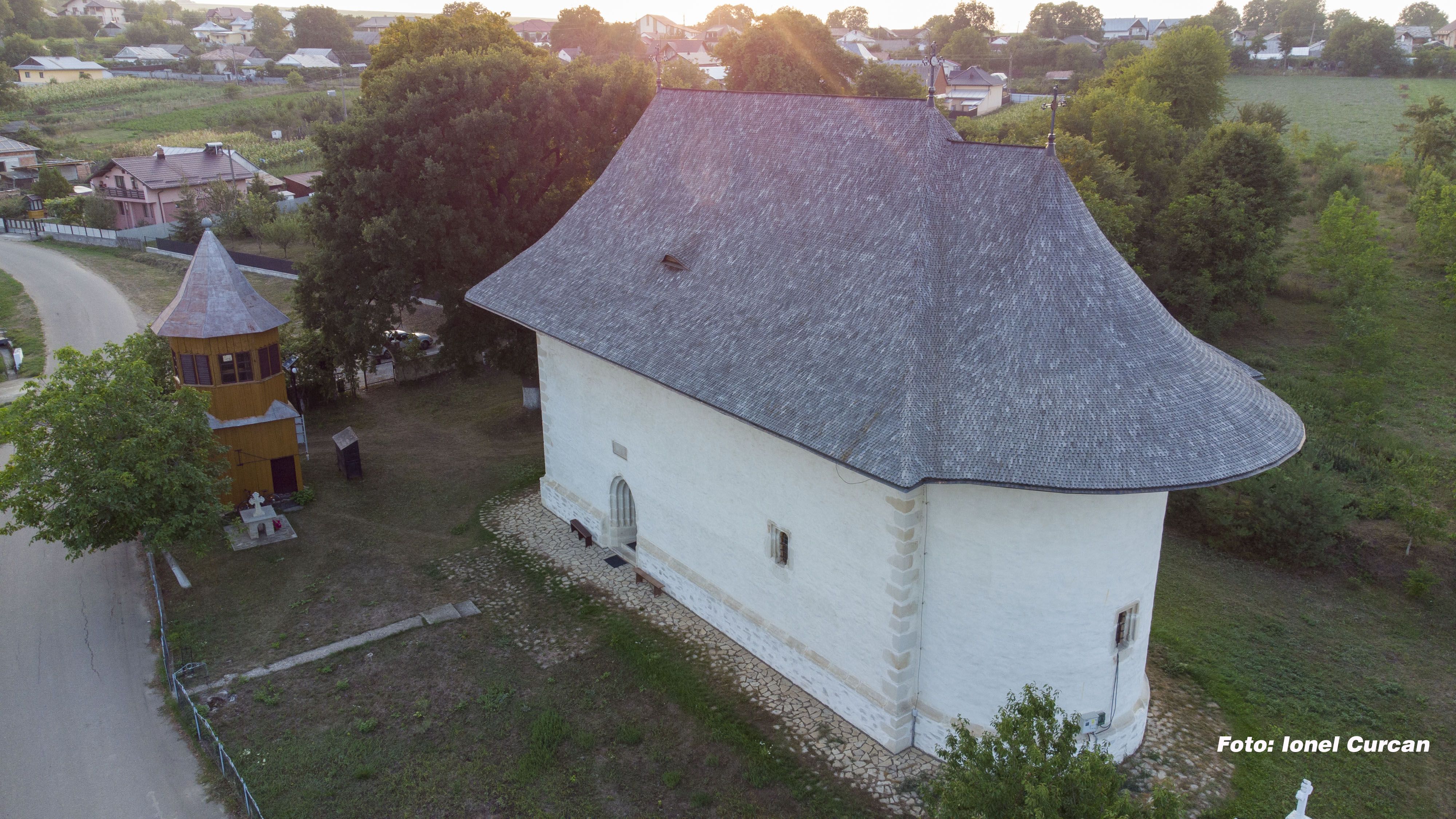
Vedere de sus
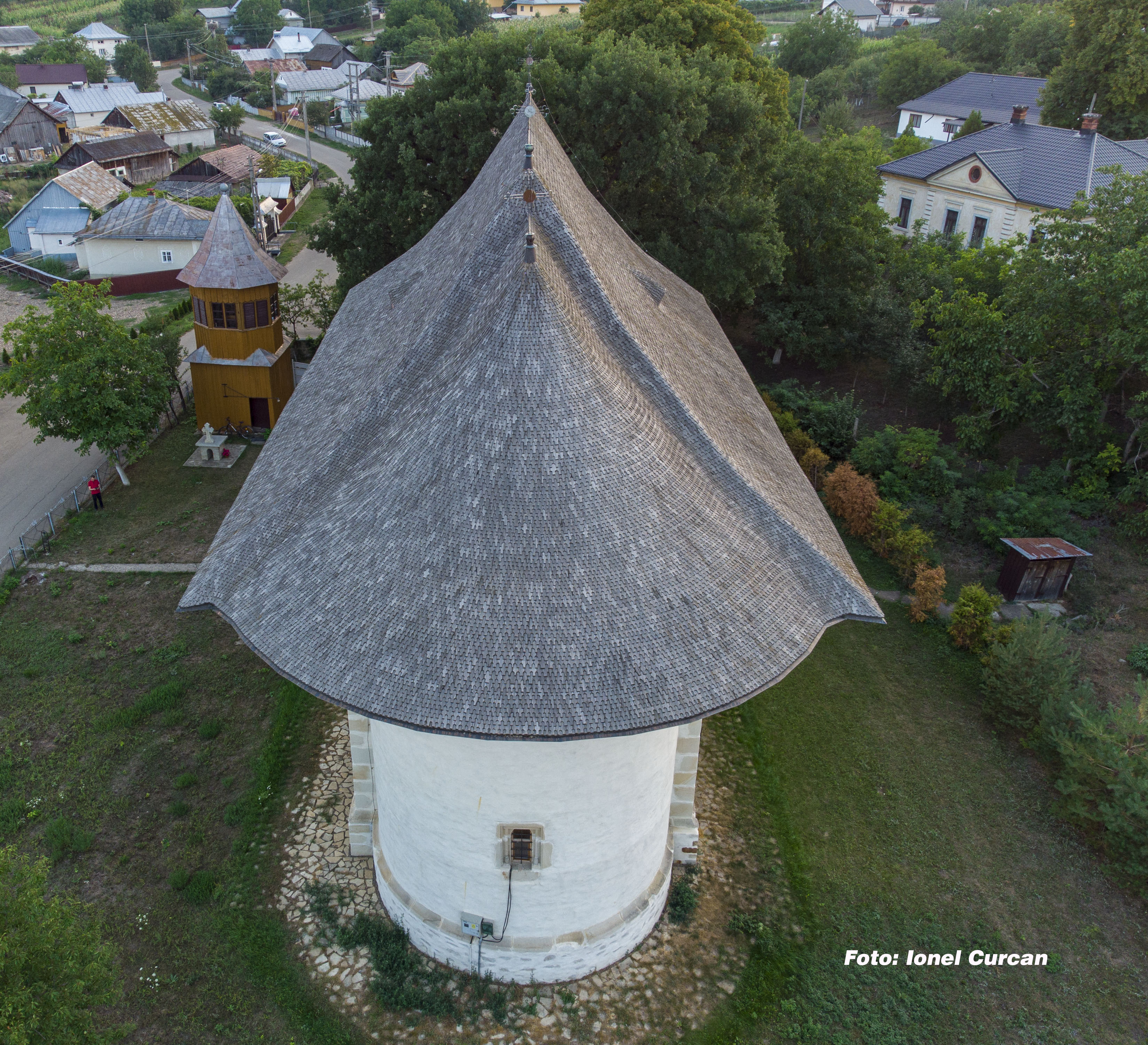
Vedere de sus
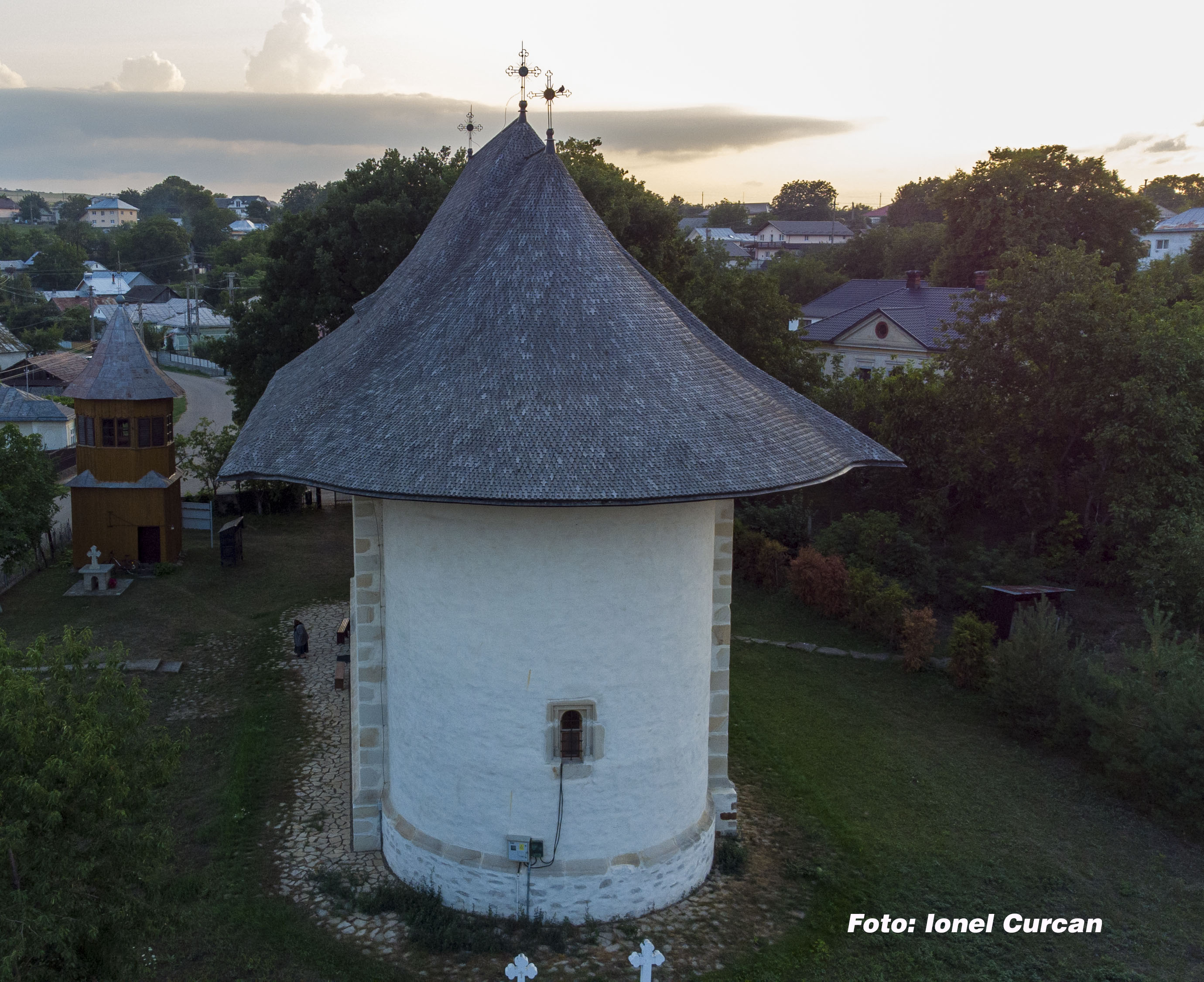
Vedere de sus
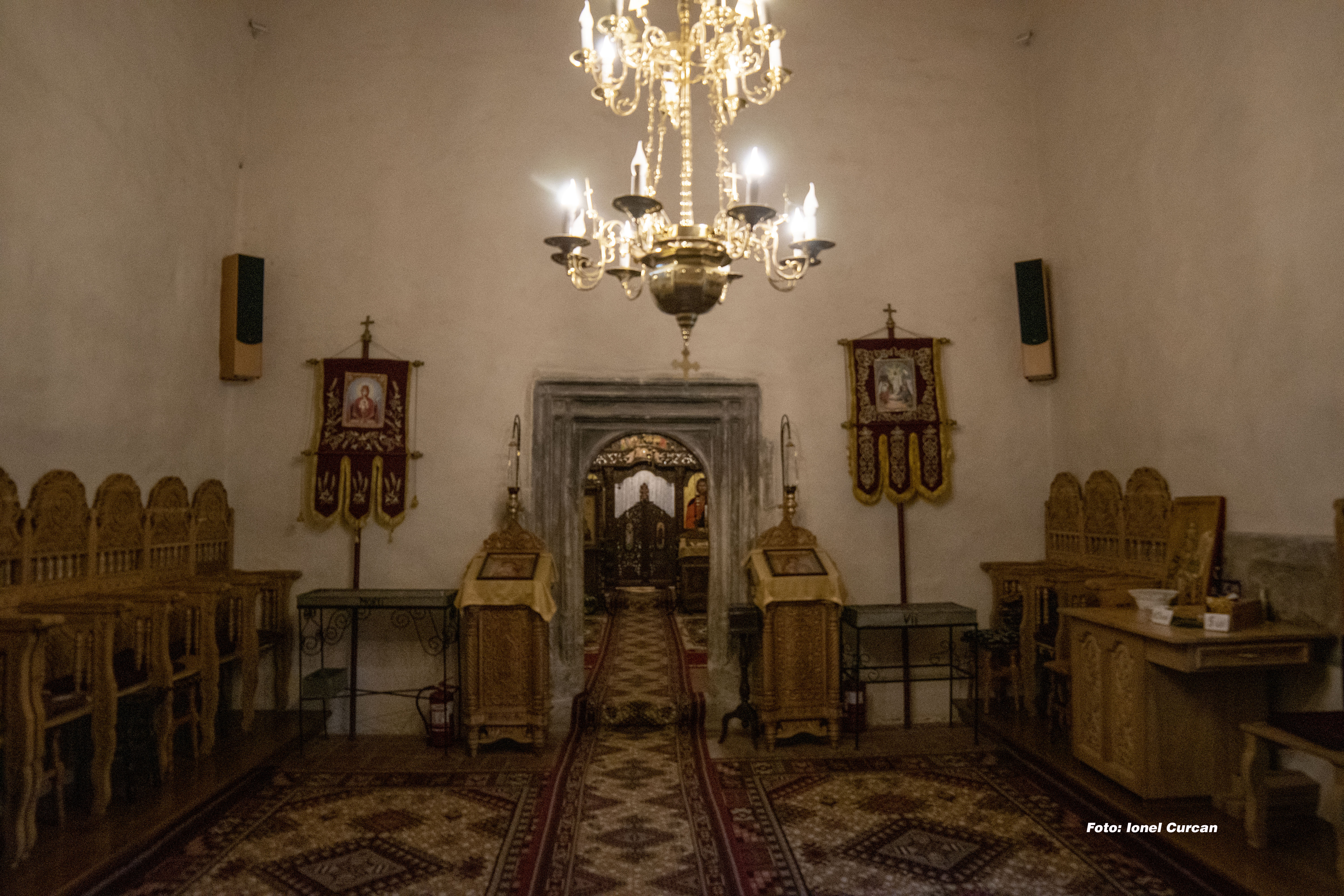
Interior
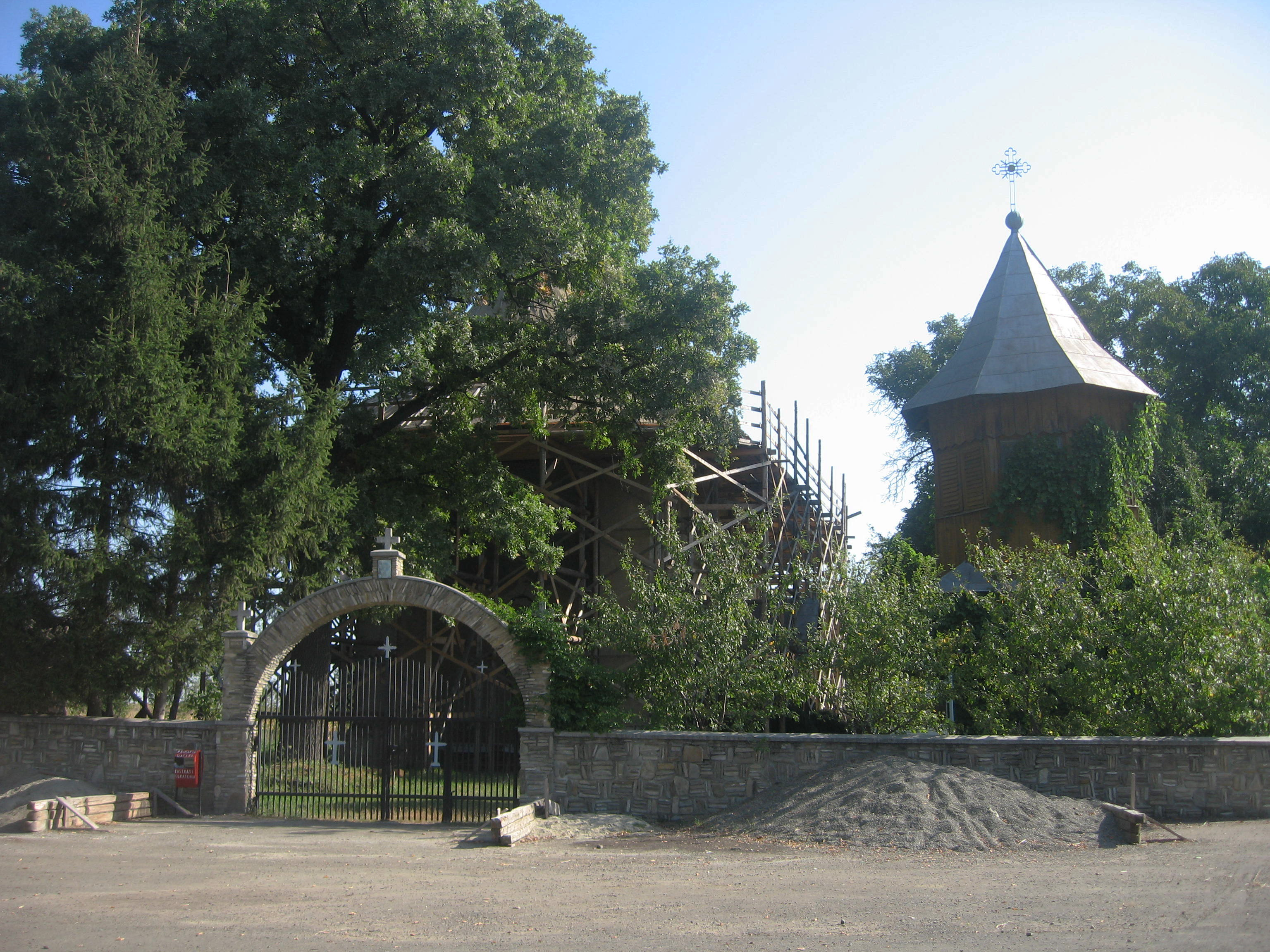
Biserica și turnul clopotniță
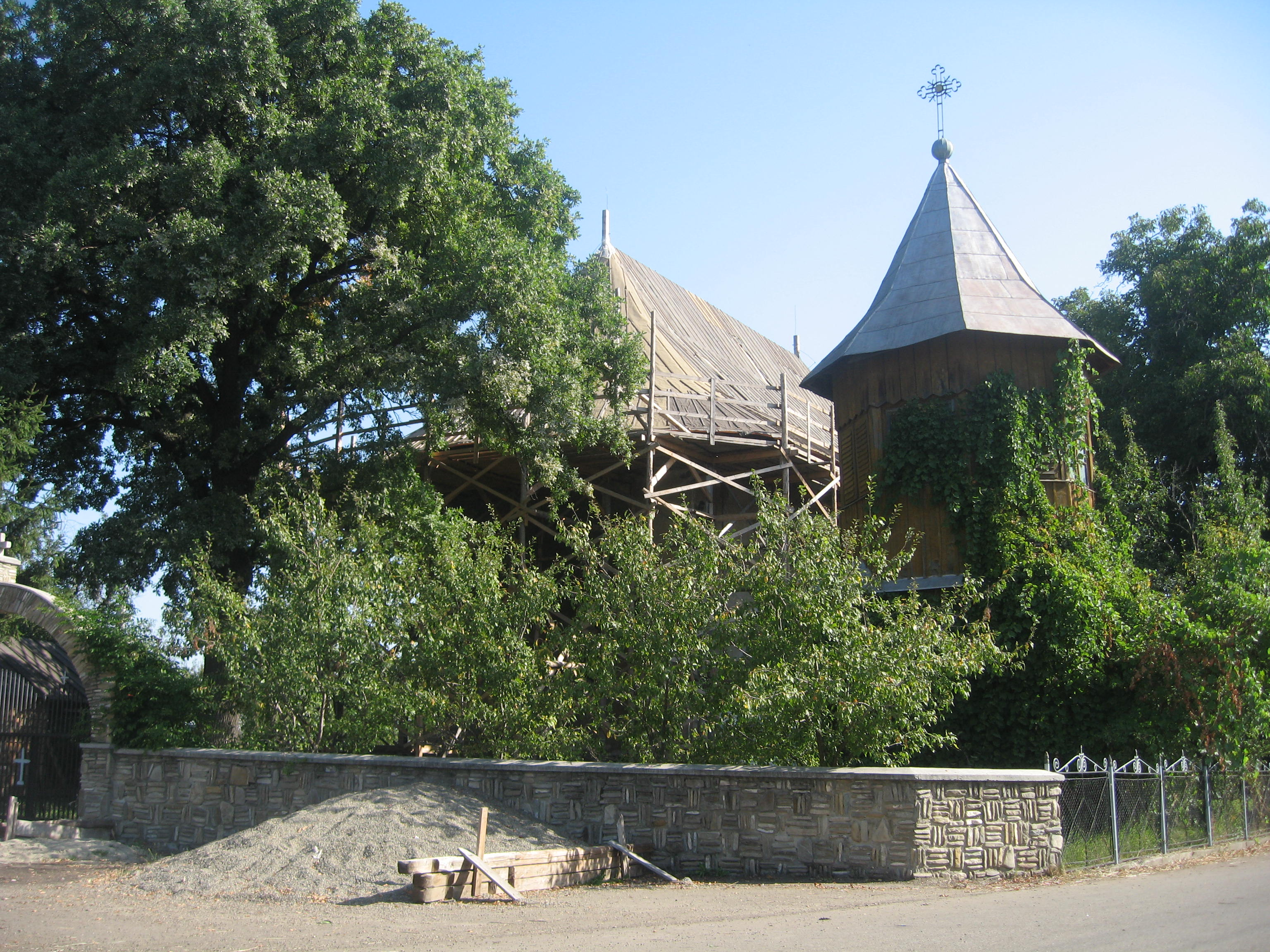
Biserica și turnul clopotniță
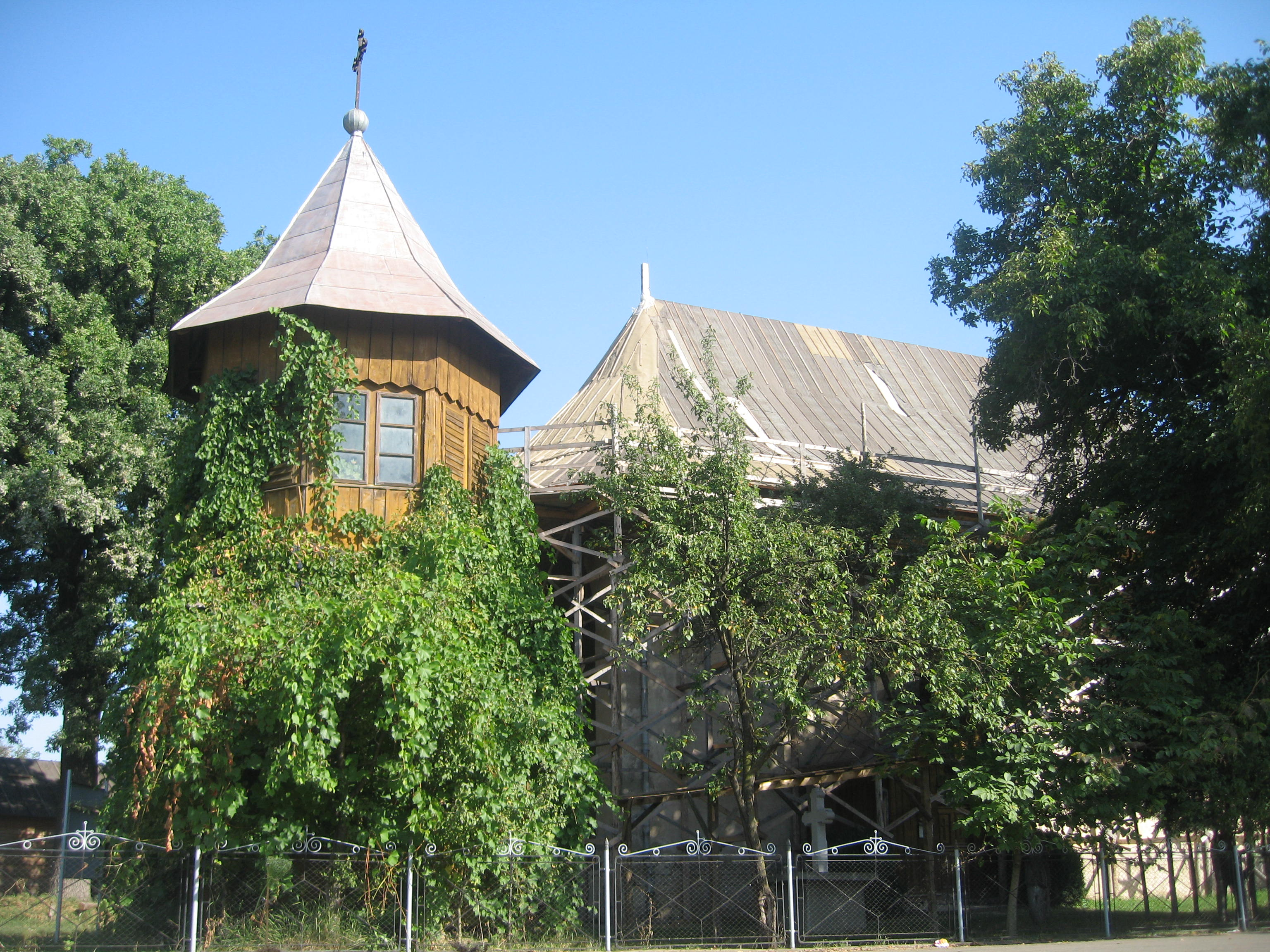
Biserica și turnul clopotniță
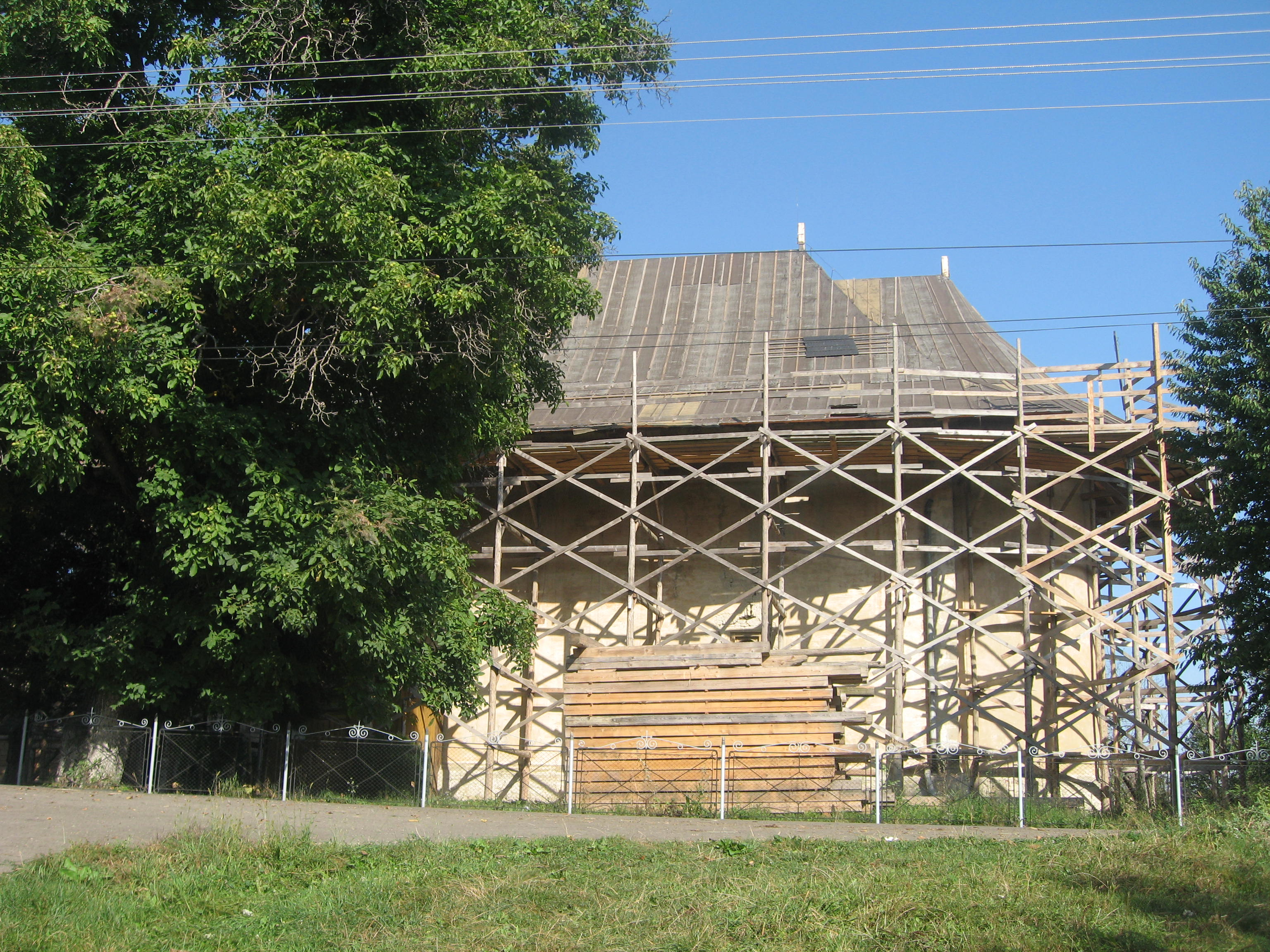
Biserica în reparații (2009)
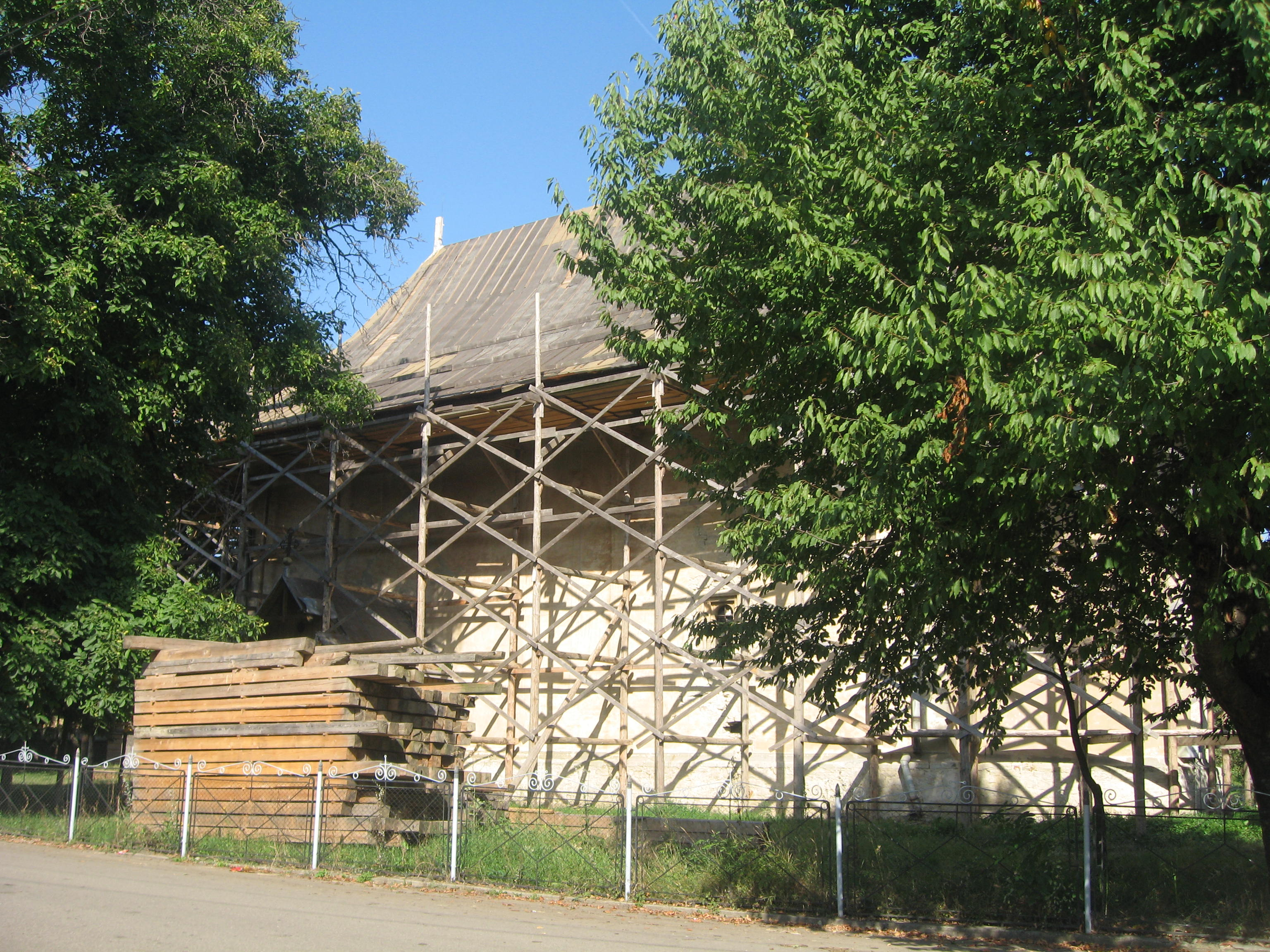
Biserica în reparații (2009)
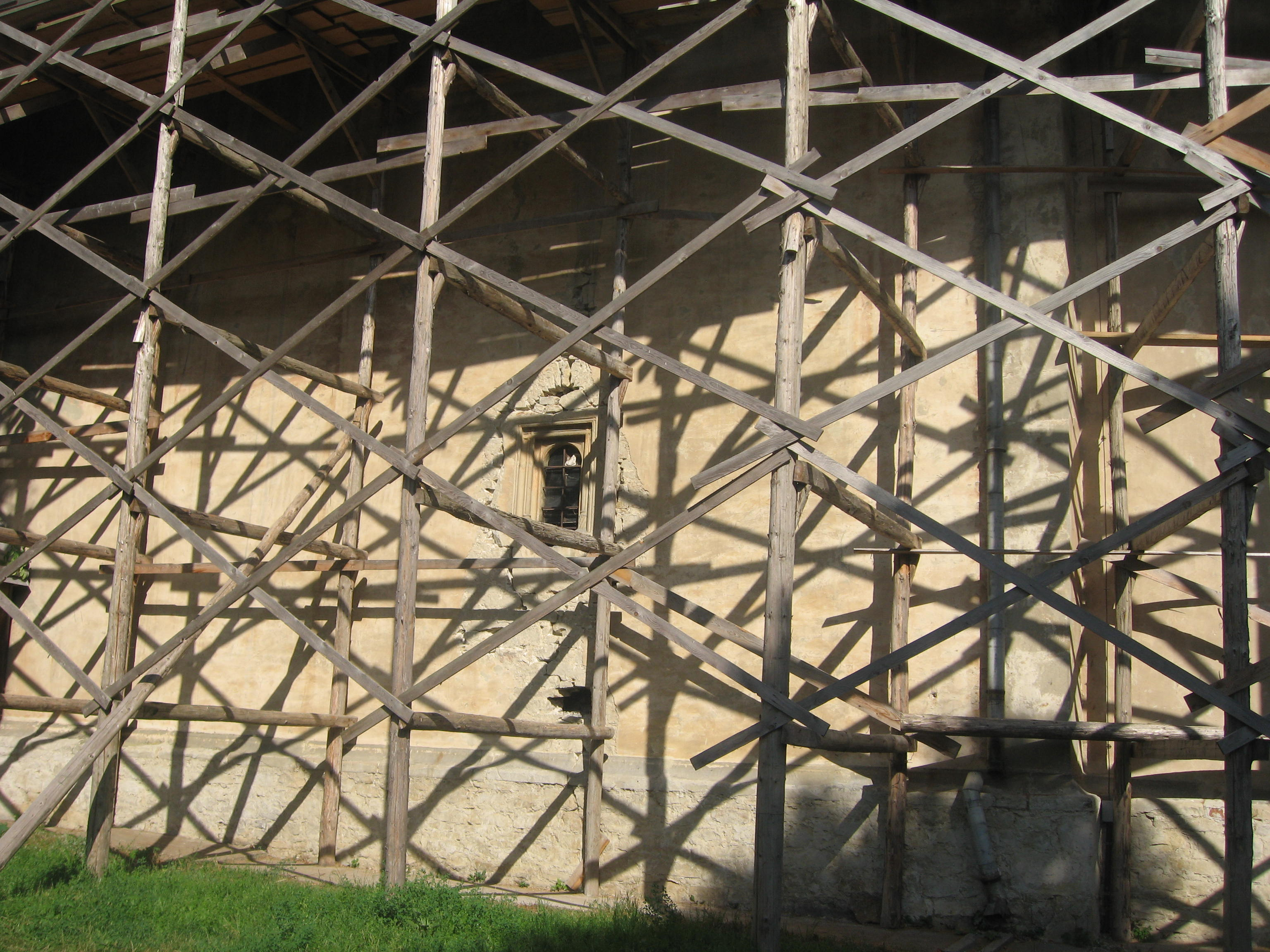
Biserica în reparații (2009) - peretele sudic
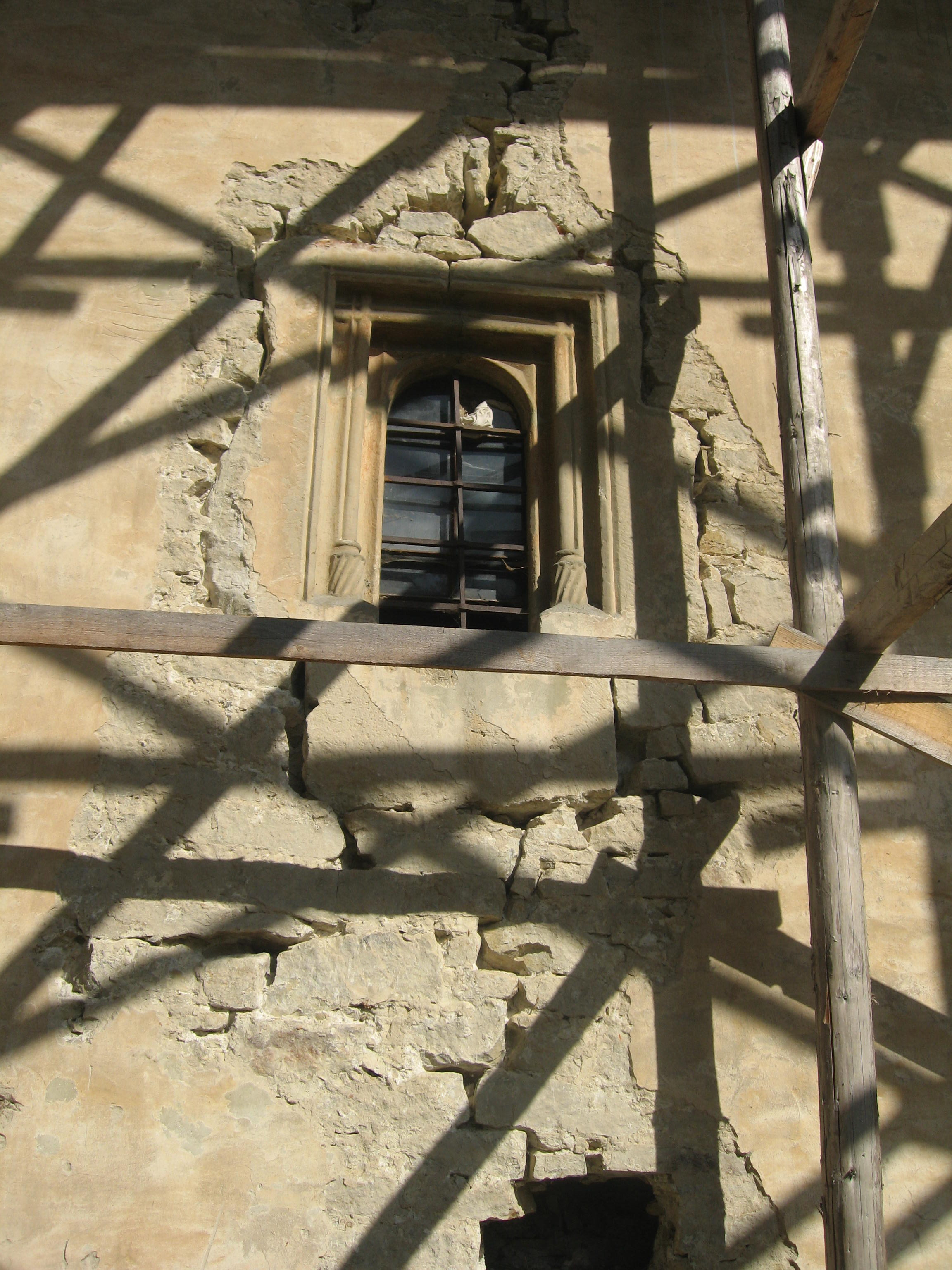
Biserica în reparații (2009) - fereastră cu chenar dreptunghiular de baghete încrucișate la colțuri și cu partea interioară în semicerc. Pereții sunt brăzdați de fisuri.
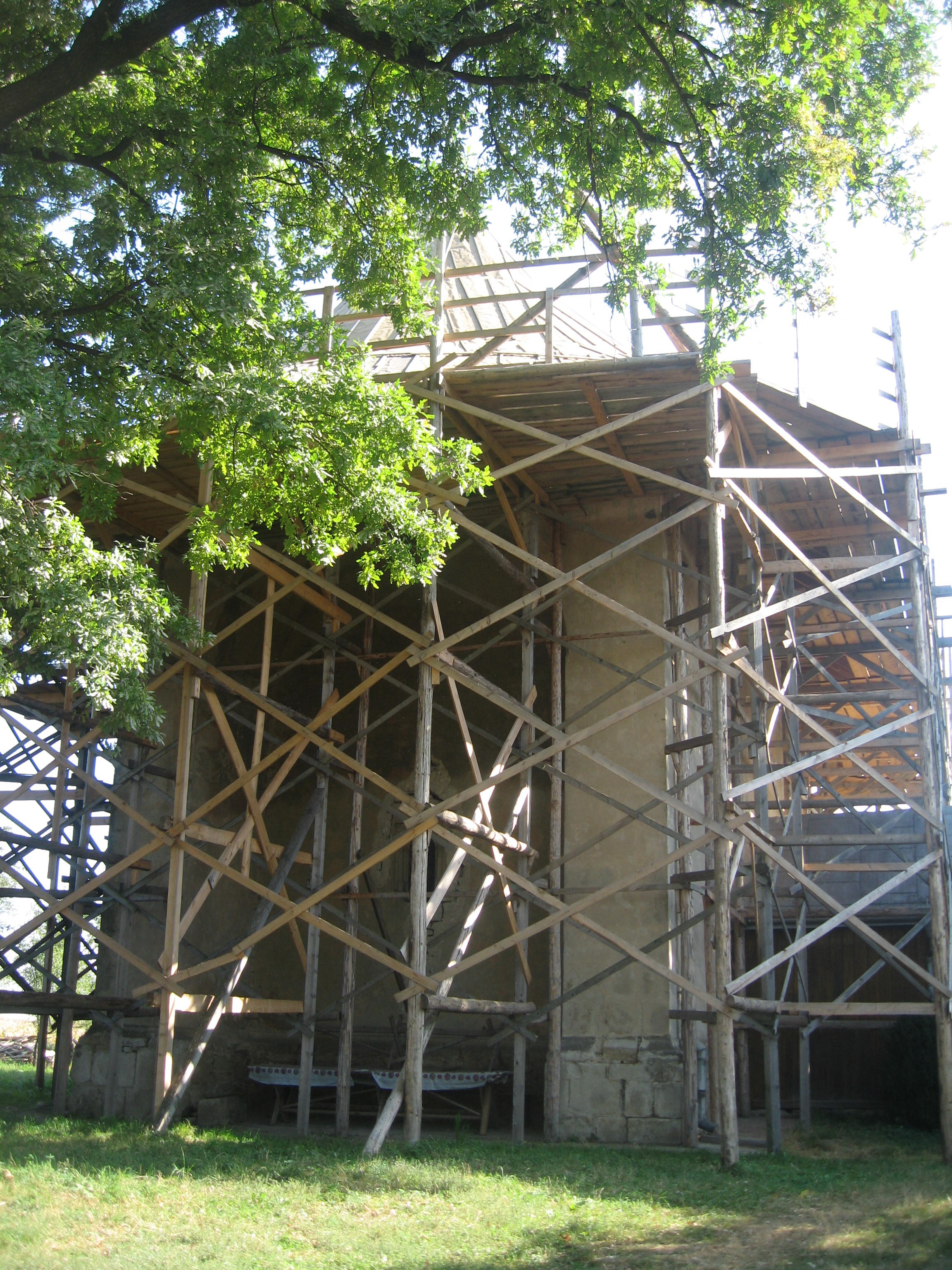
Biserica în reparații (2009) - nișa semicirculară din partea de vest. Aici a fost amplasată inițial clopotnița.
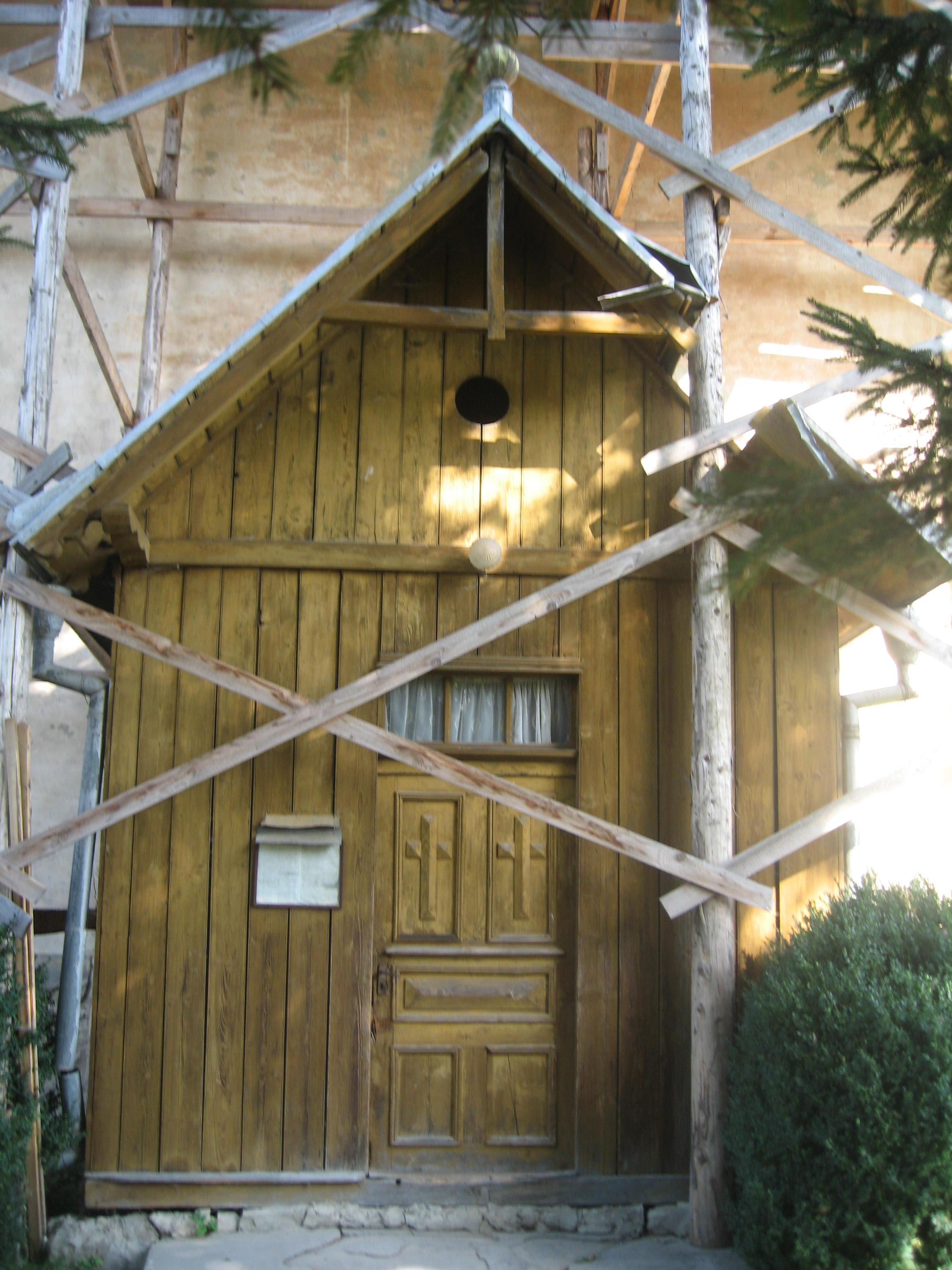
Biserica în reparații (2009) - pridvorul care adăpostește intrarea în pronaos
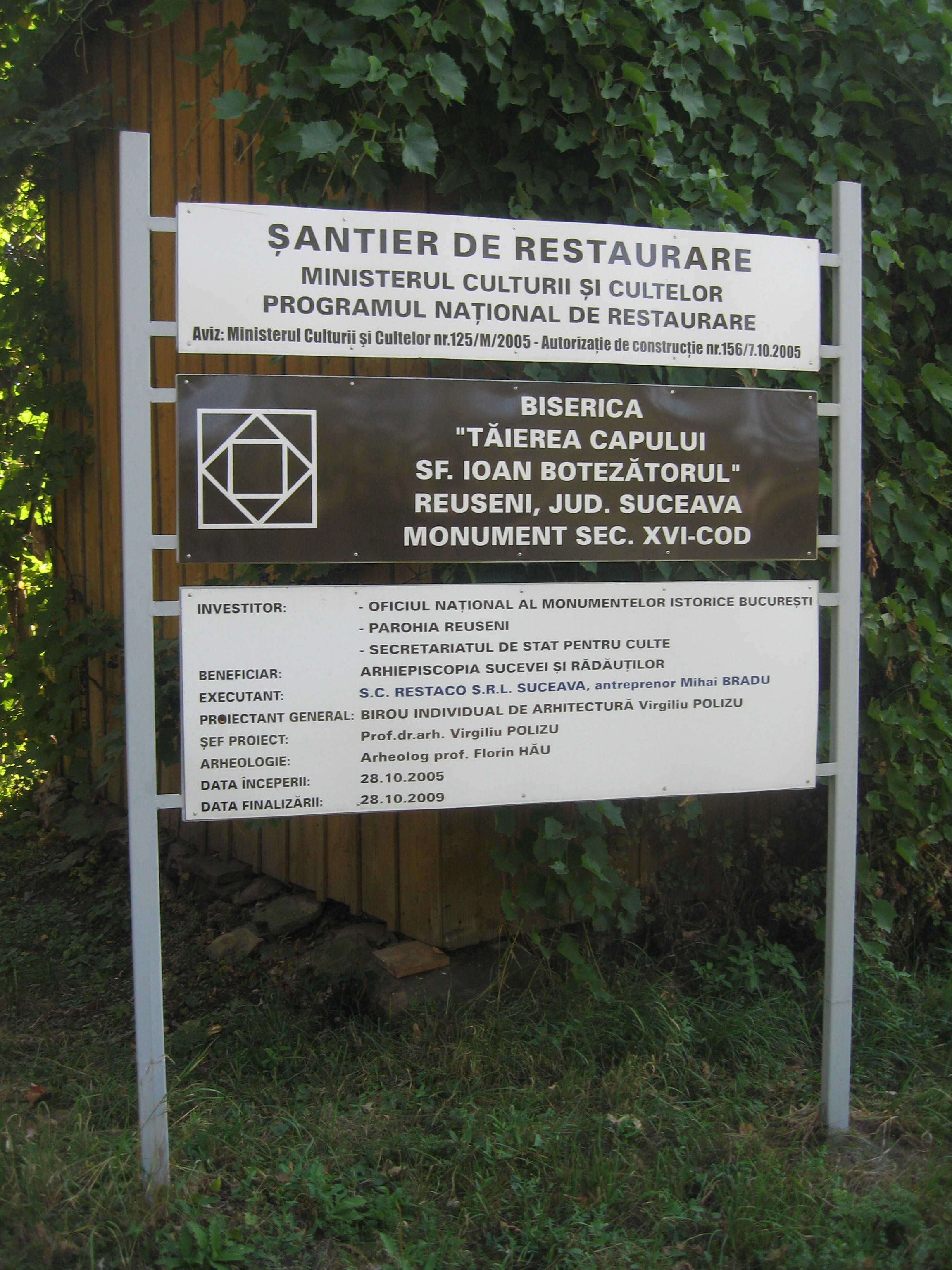
Panou indicator al lucrărilor
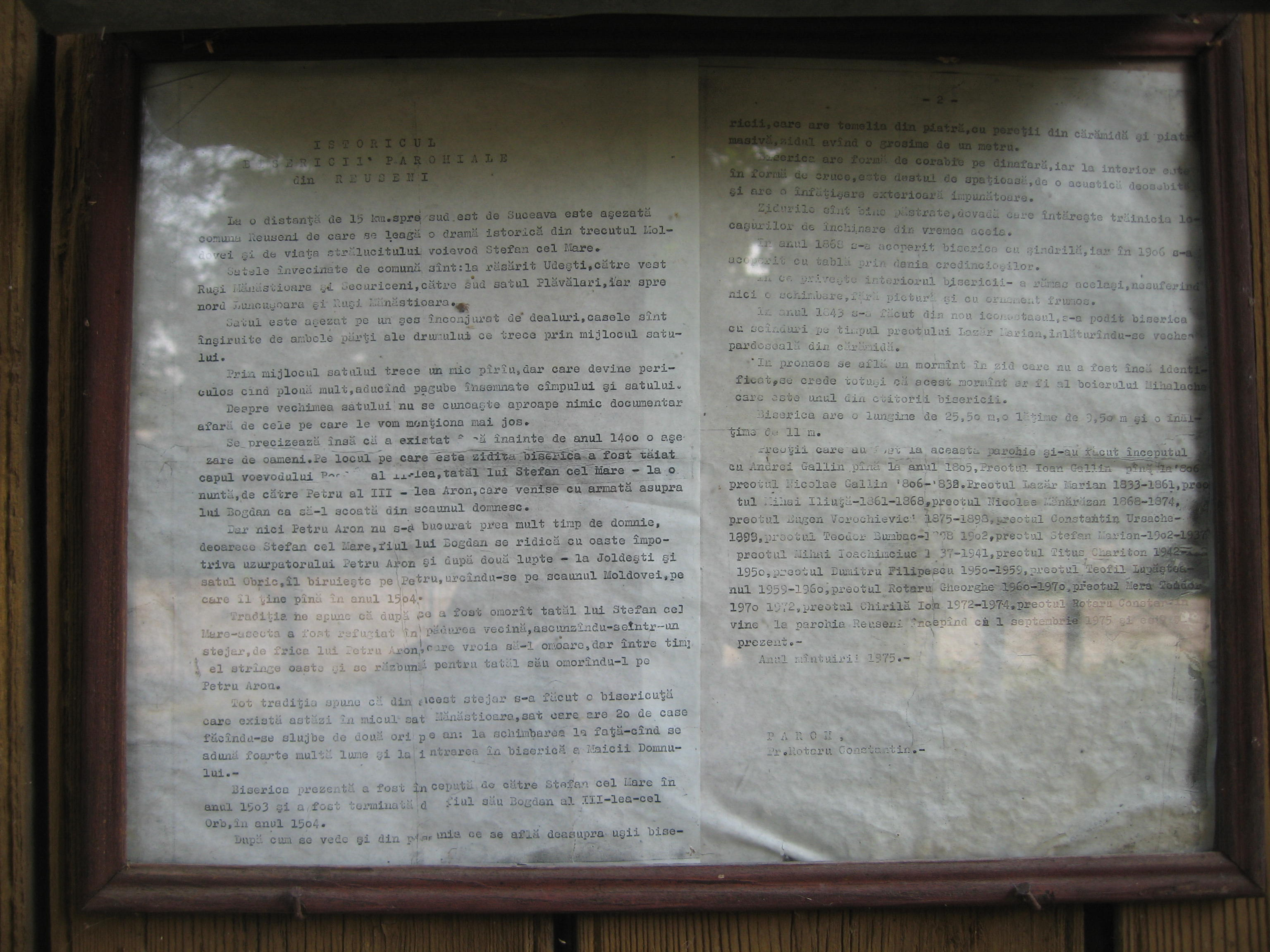
Istoric al bisericii
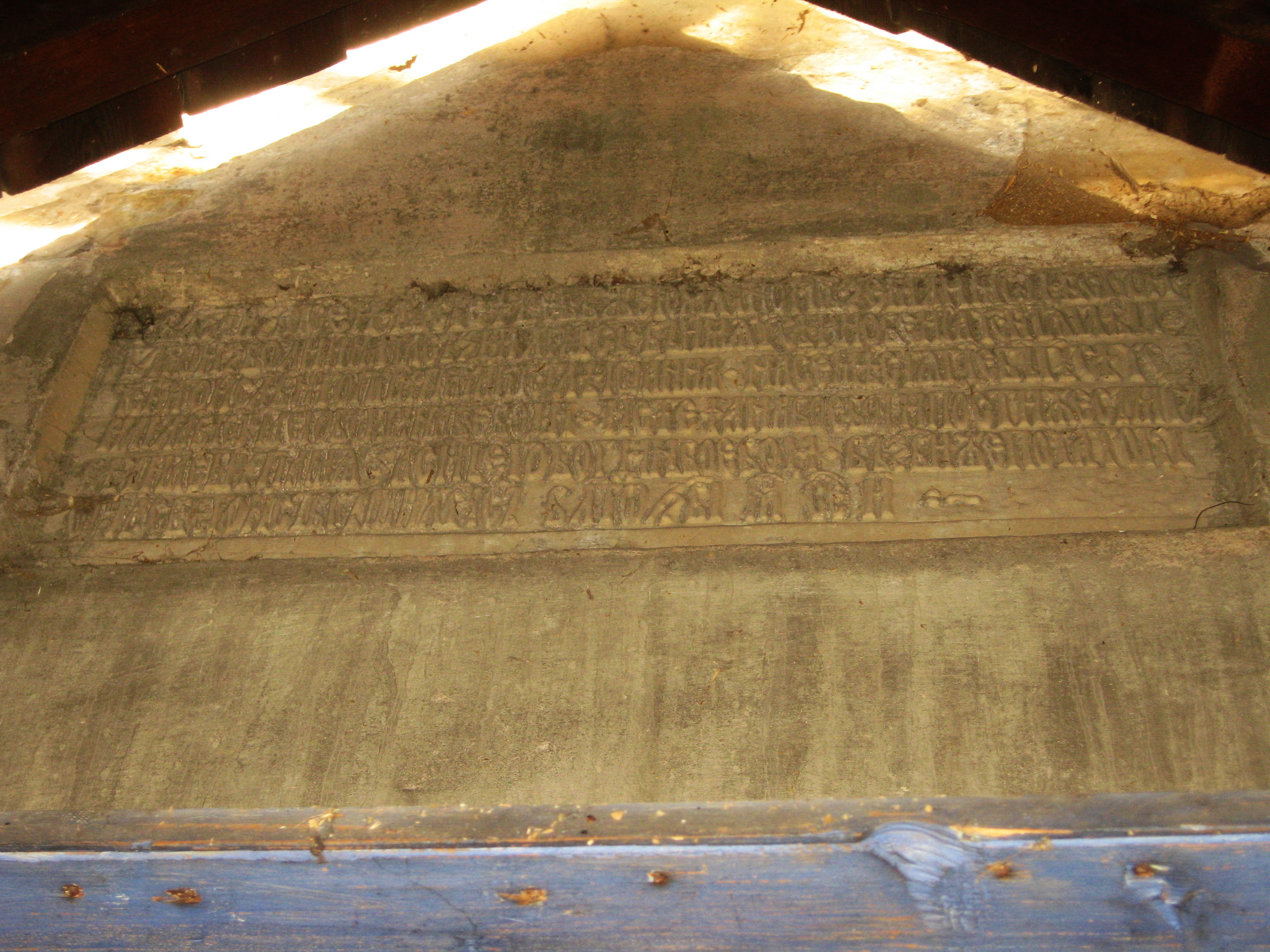
Pisania bisericii
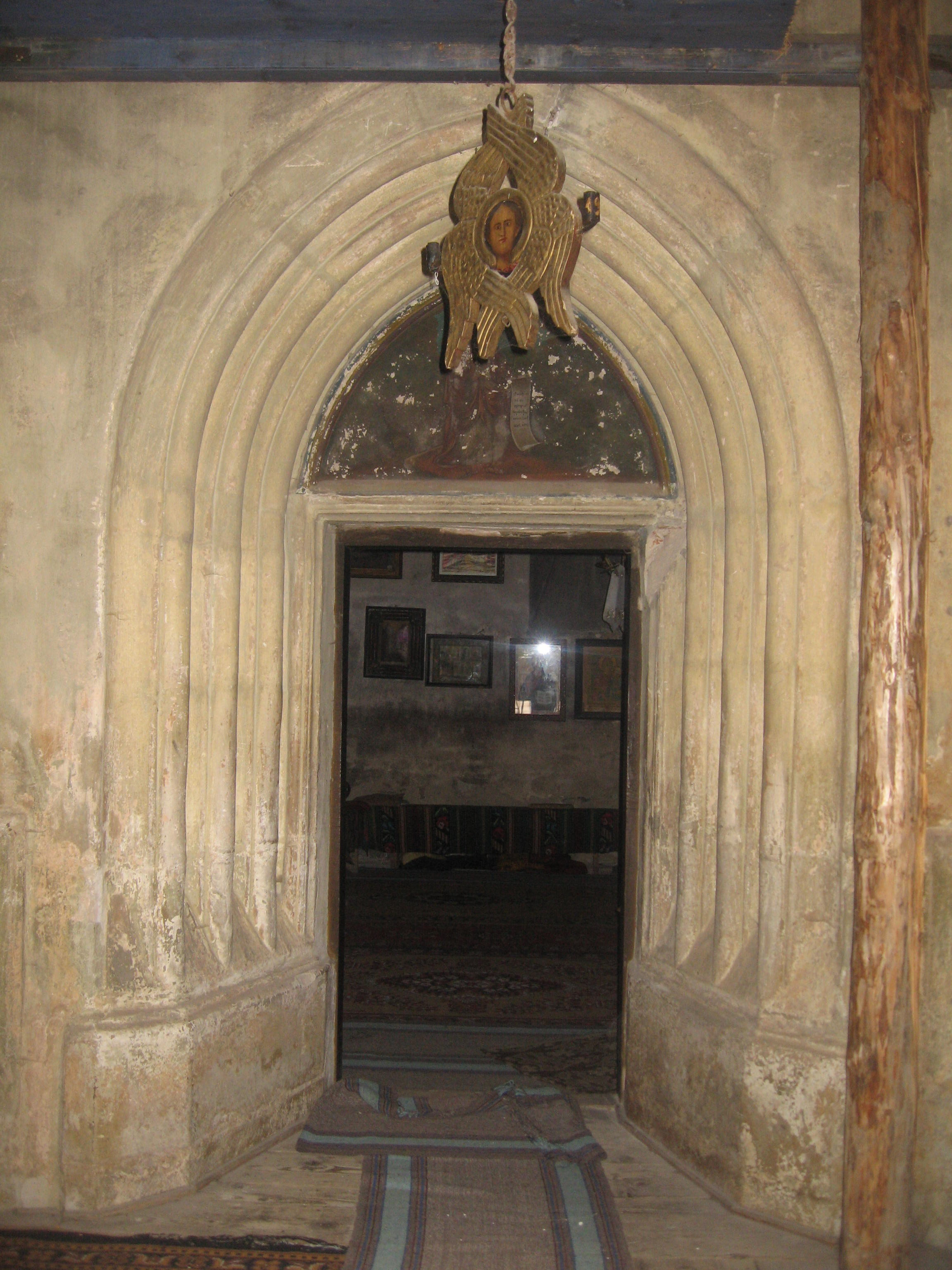
Portalul de intrare în pronaos
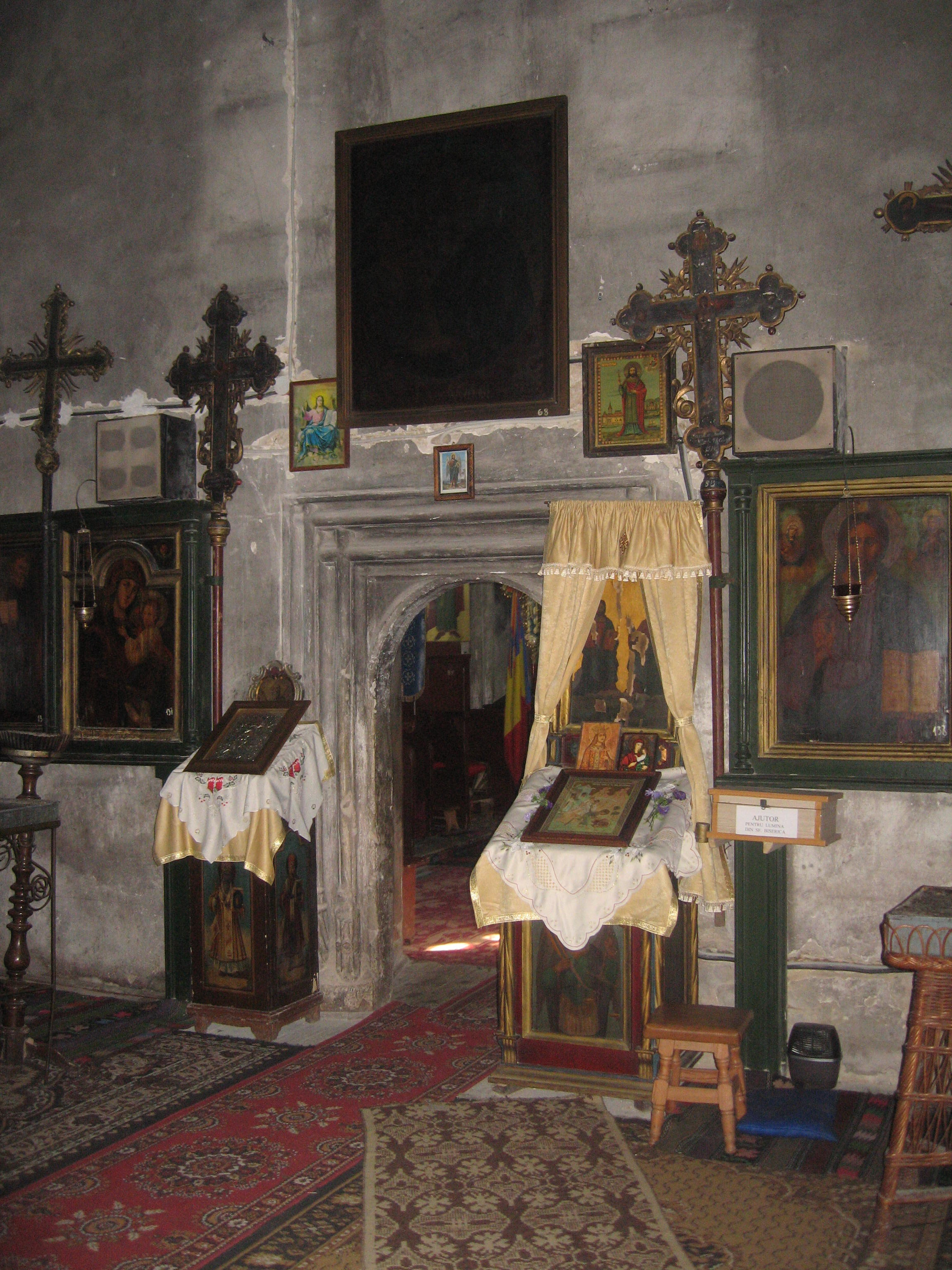
Zidul despărțitor dintre pronaos și naos
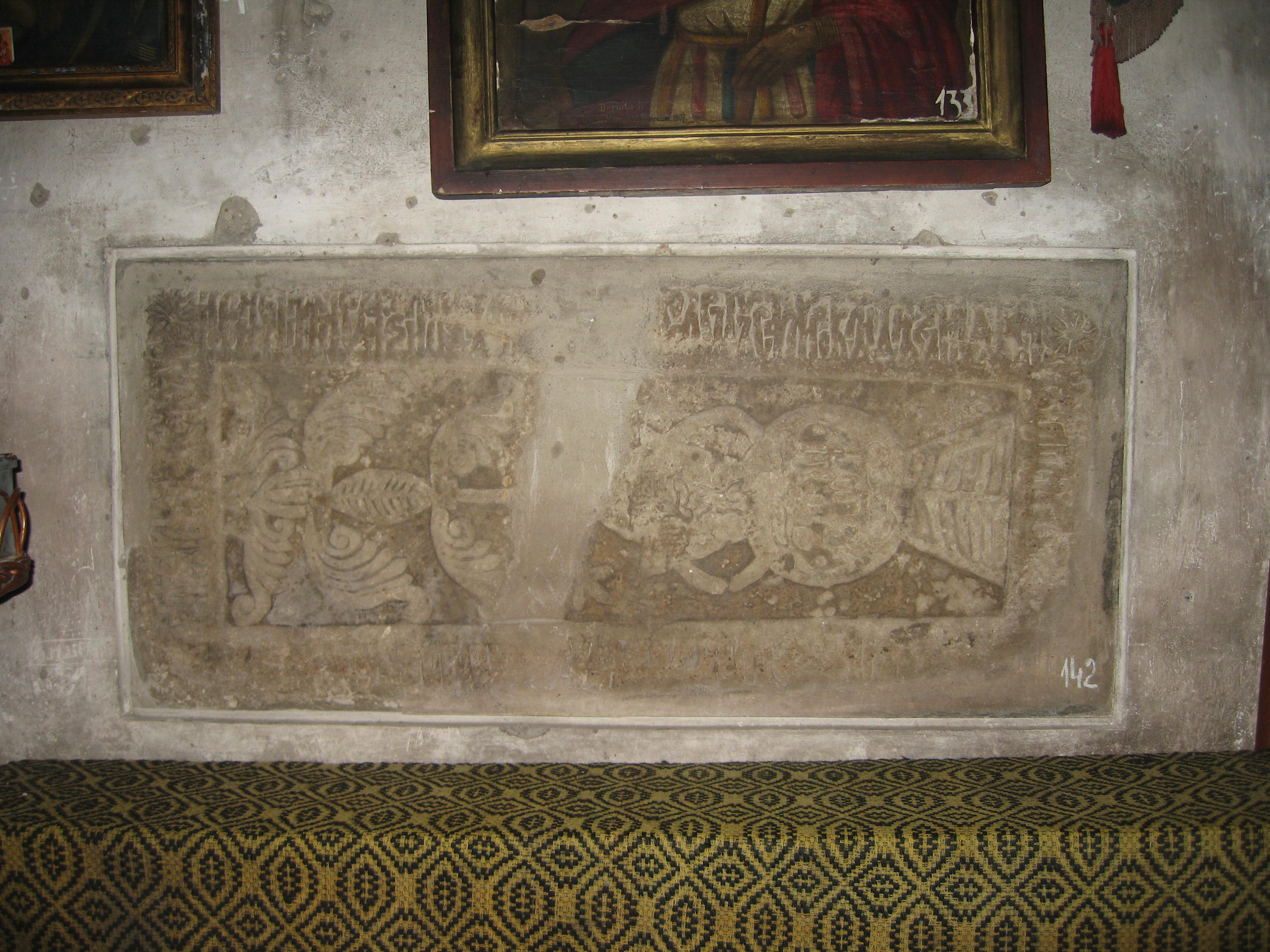
Mormântul în zidul pronaosului, care nu a fost încă identificat. Se crede totuși că acest mormânt ar fi al boierului Mihalache care a fost unul din ctitorii bisericii.
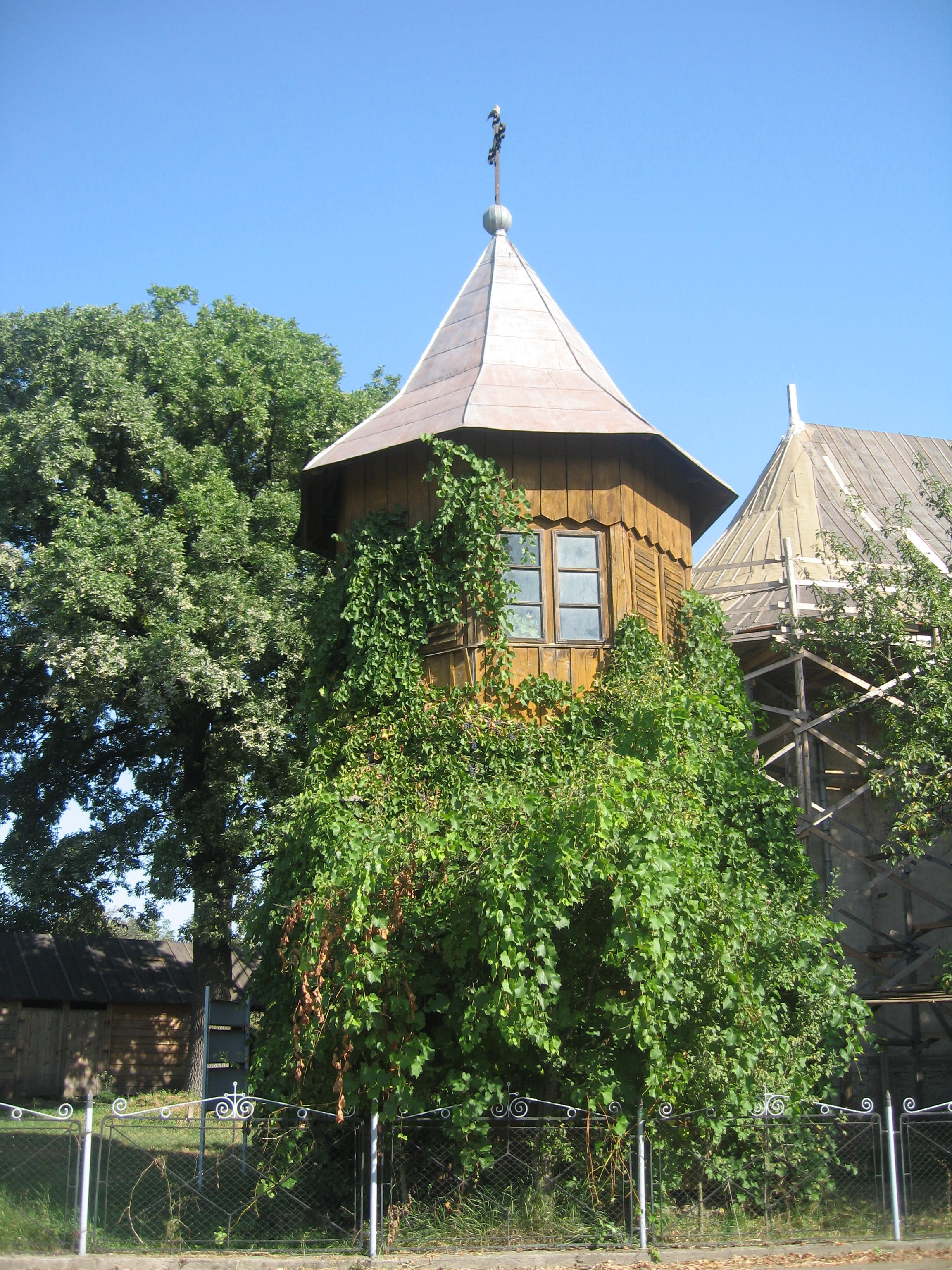
Turnul clopotniță datând din secolul al XIX-lea
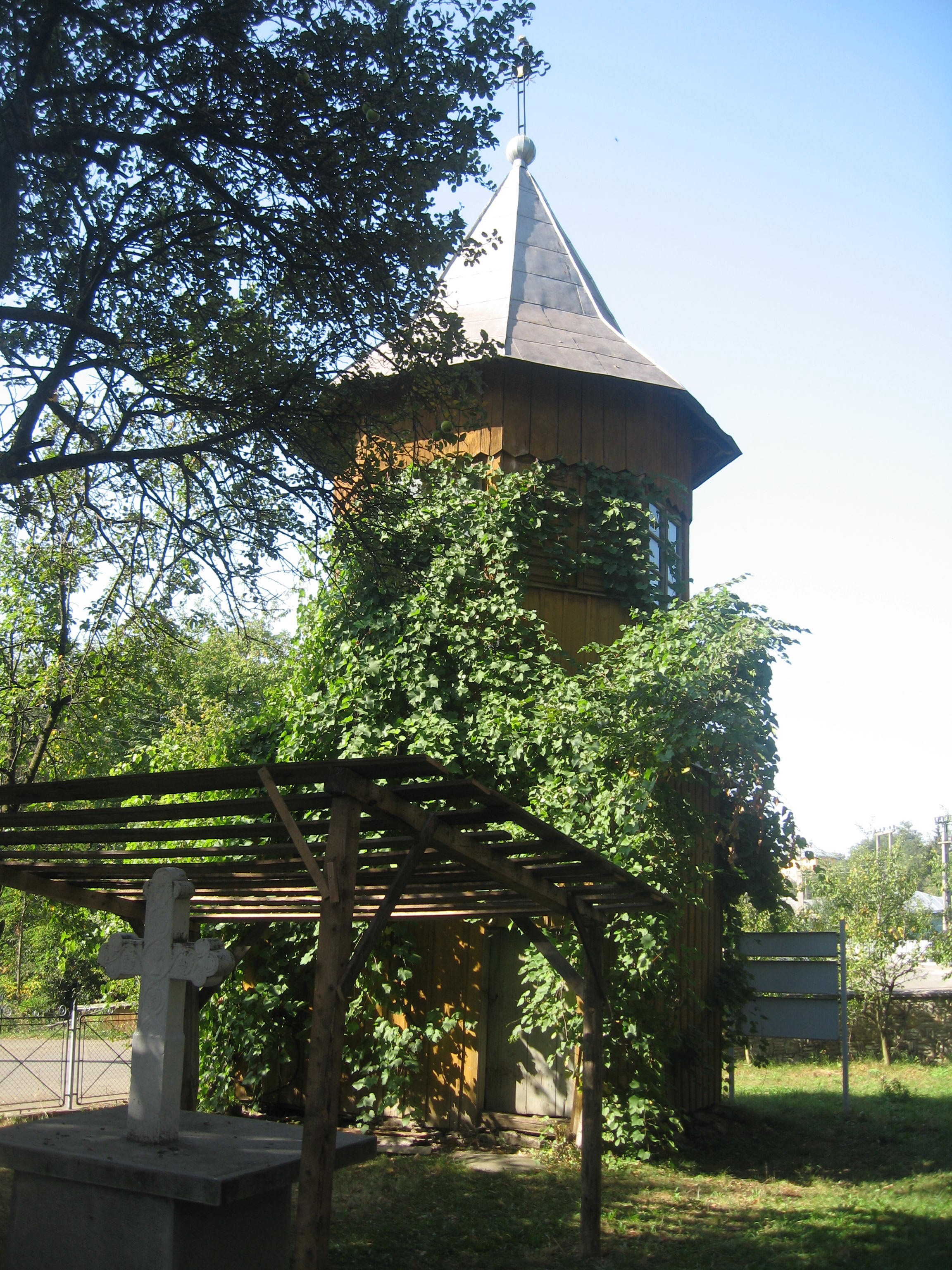
Turnul clopotniță văzut din curtea bisericii
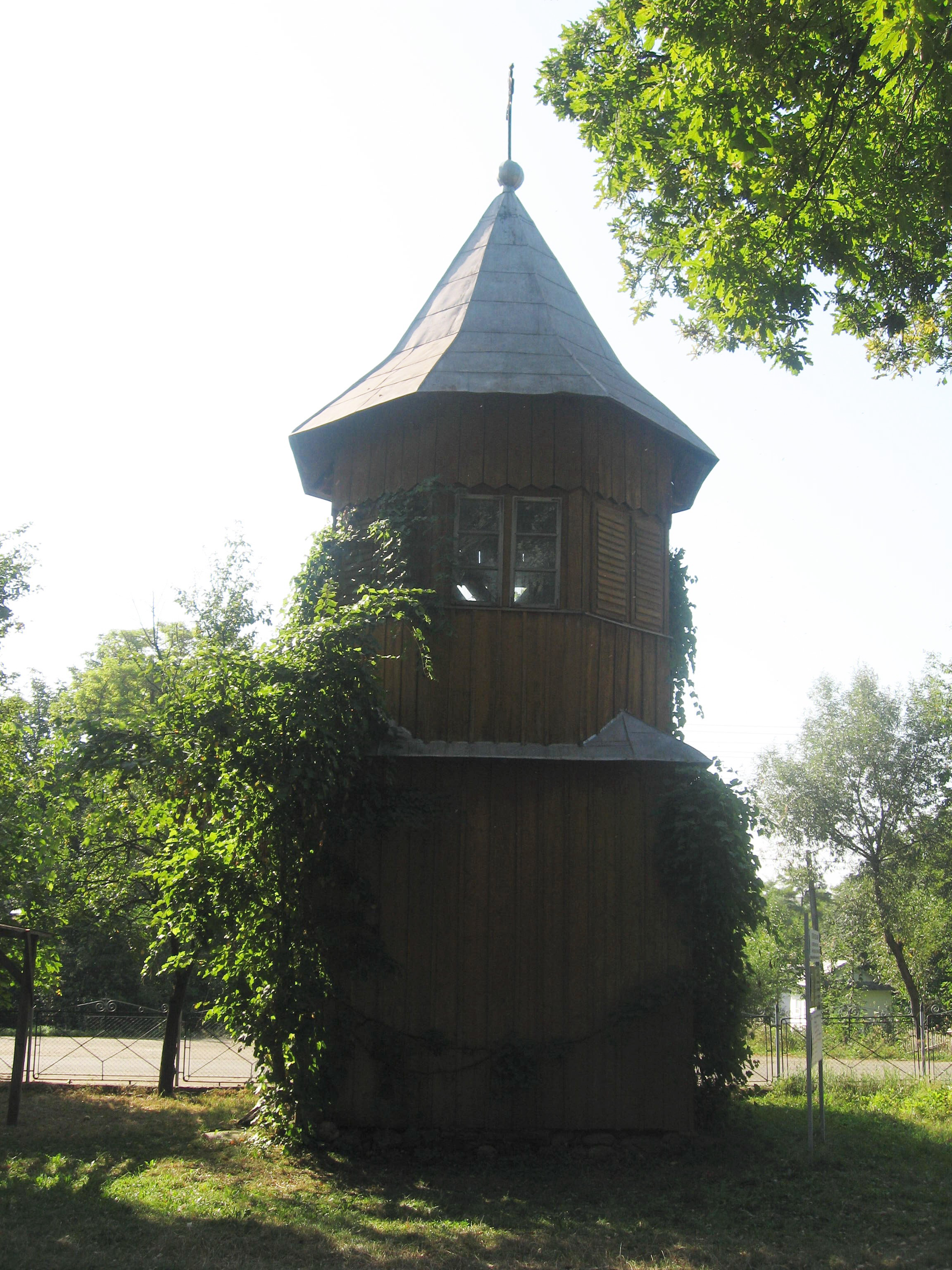
Turnul clopotniță văzut din curtea bisericii
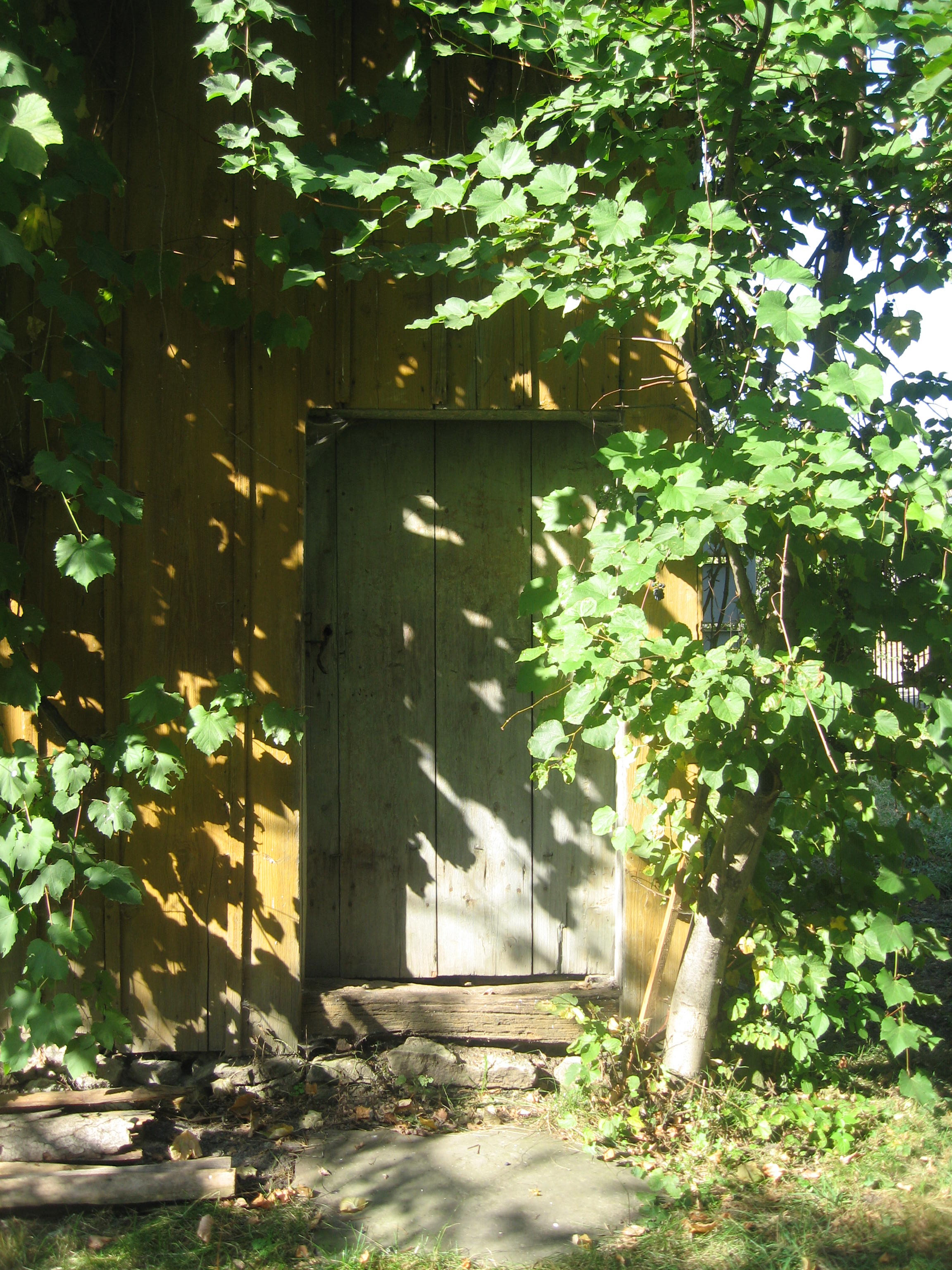
Ușa de intrare în turnul clopotniță
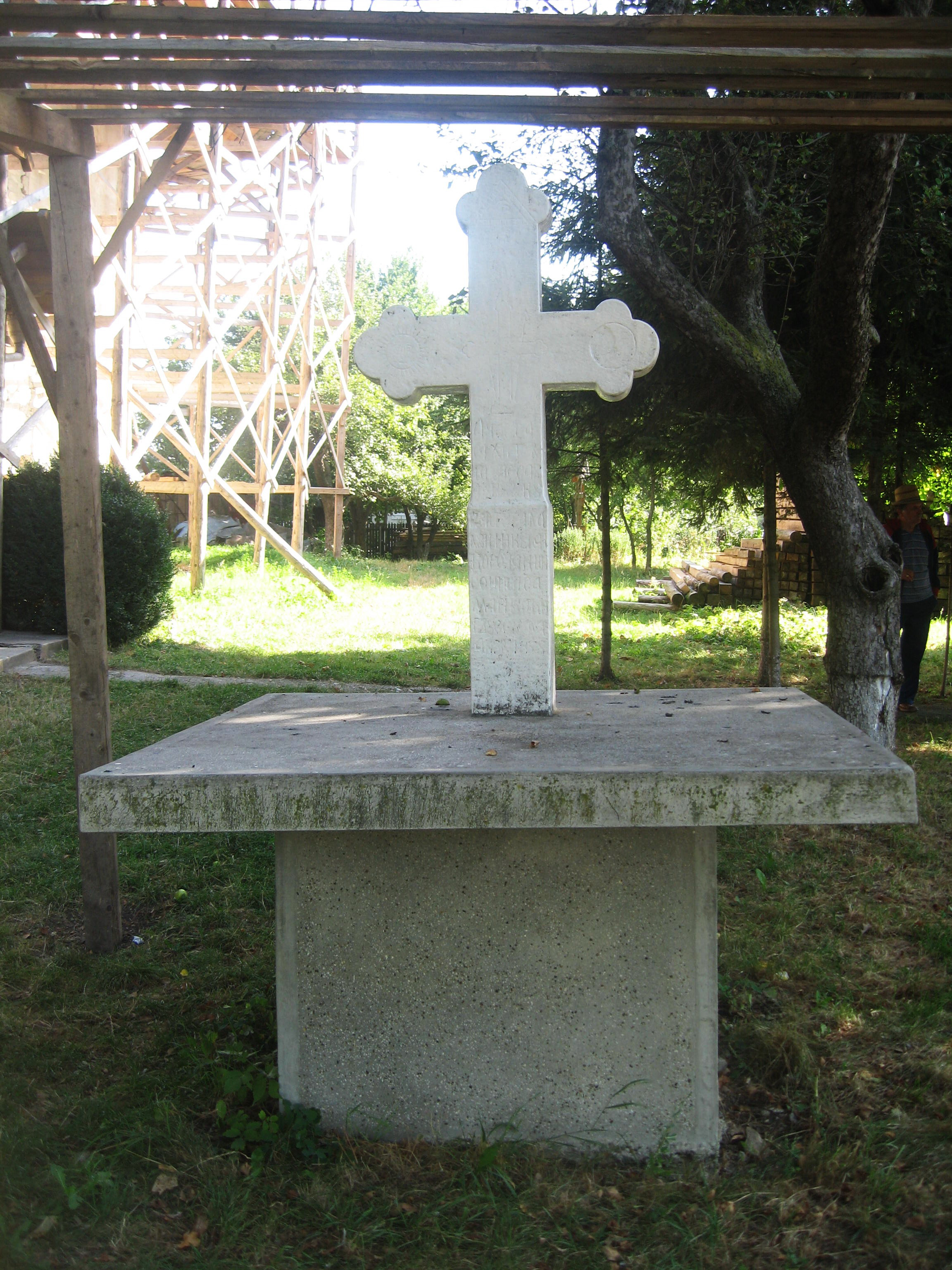
Cruce cu inscripție în alfabetul chirilic, aflată în curtea bisericii
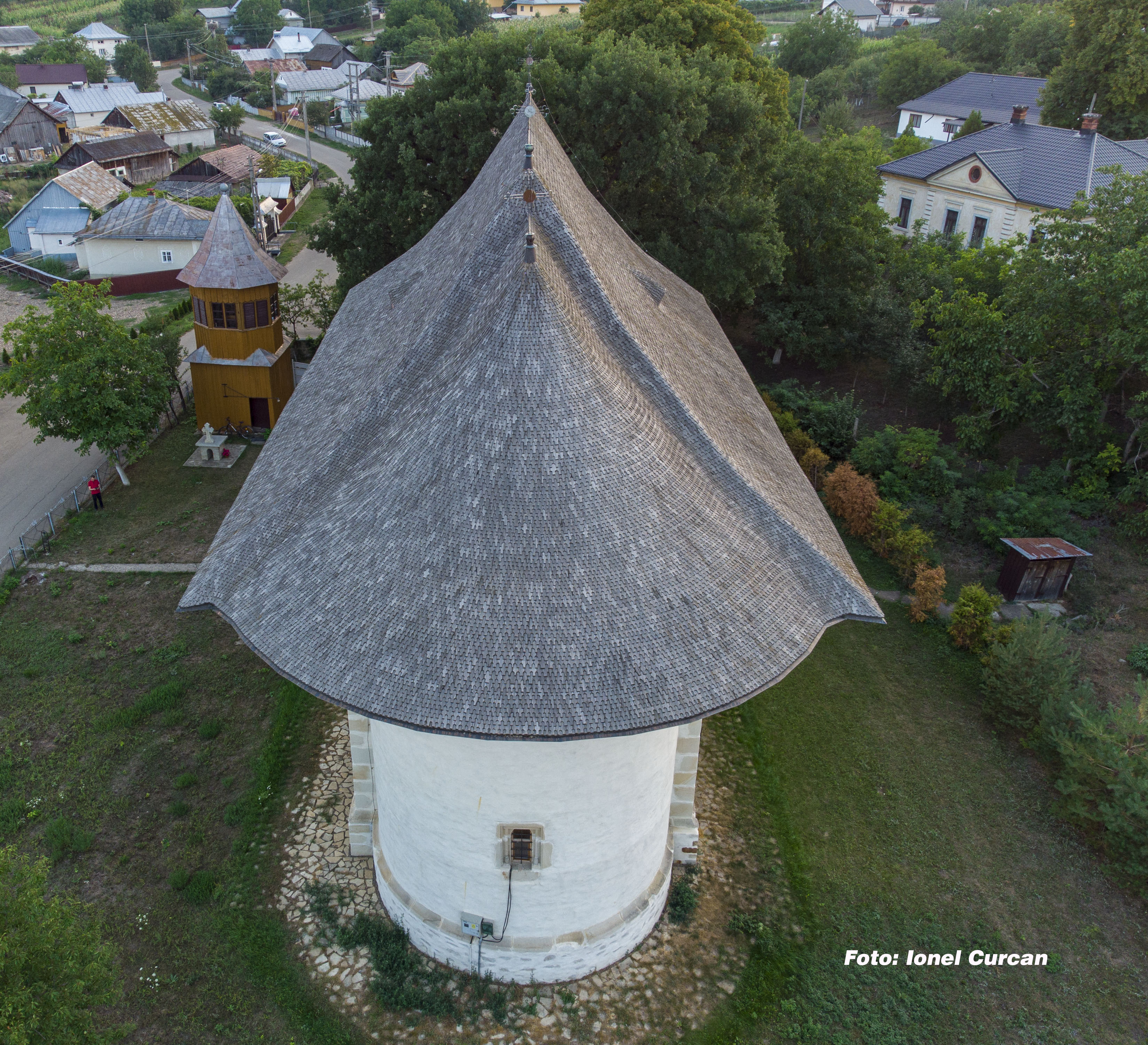
Vedere de sus
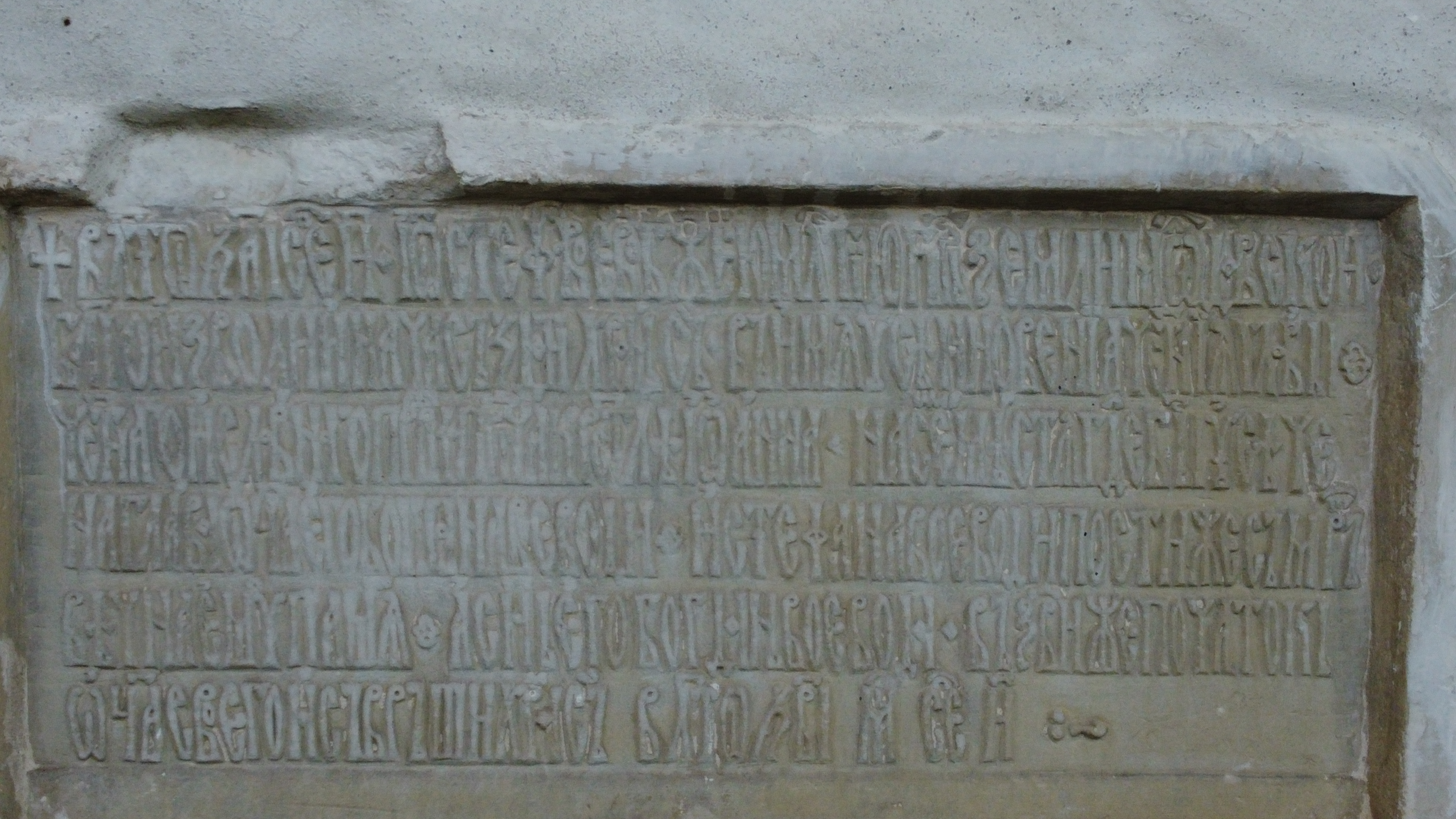
Vedere de sus
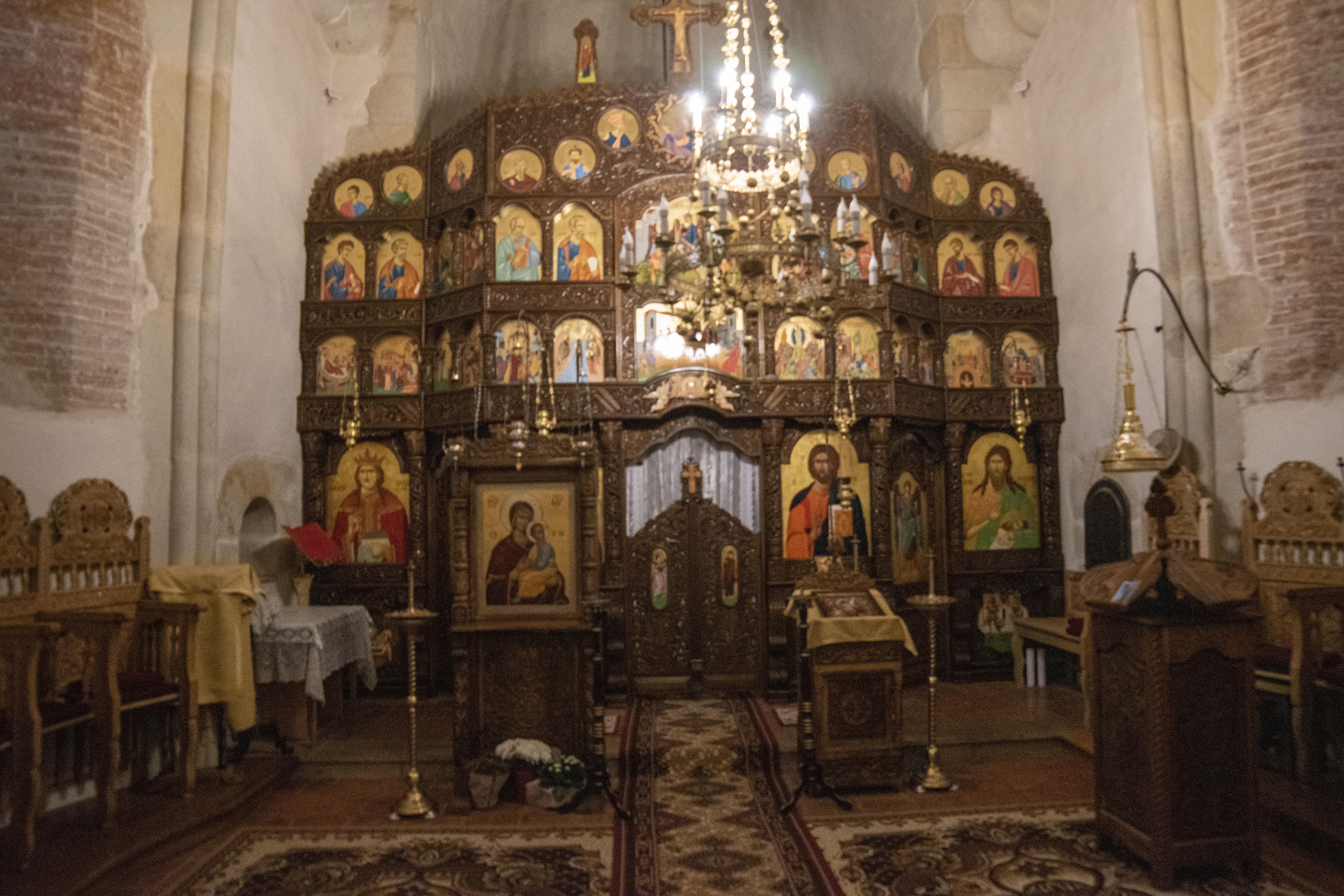
Interior
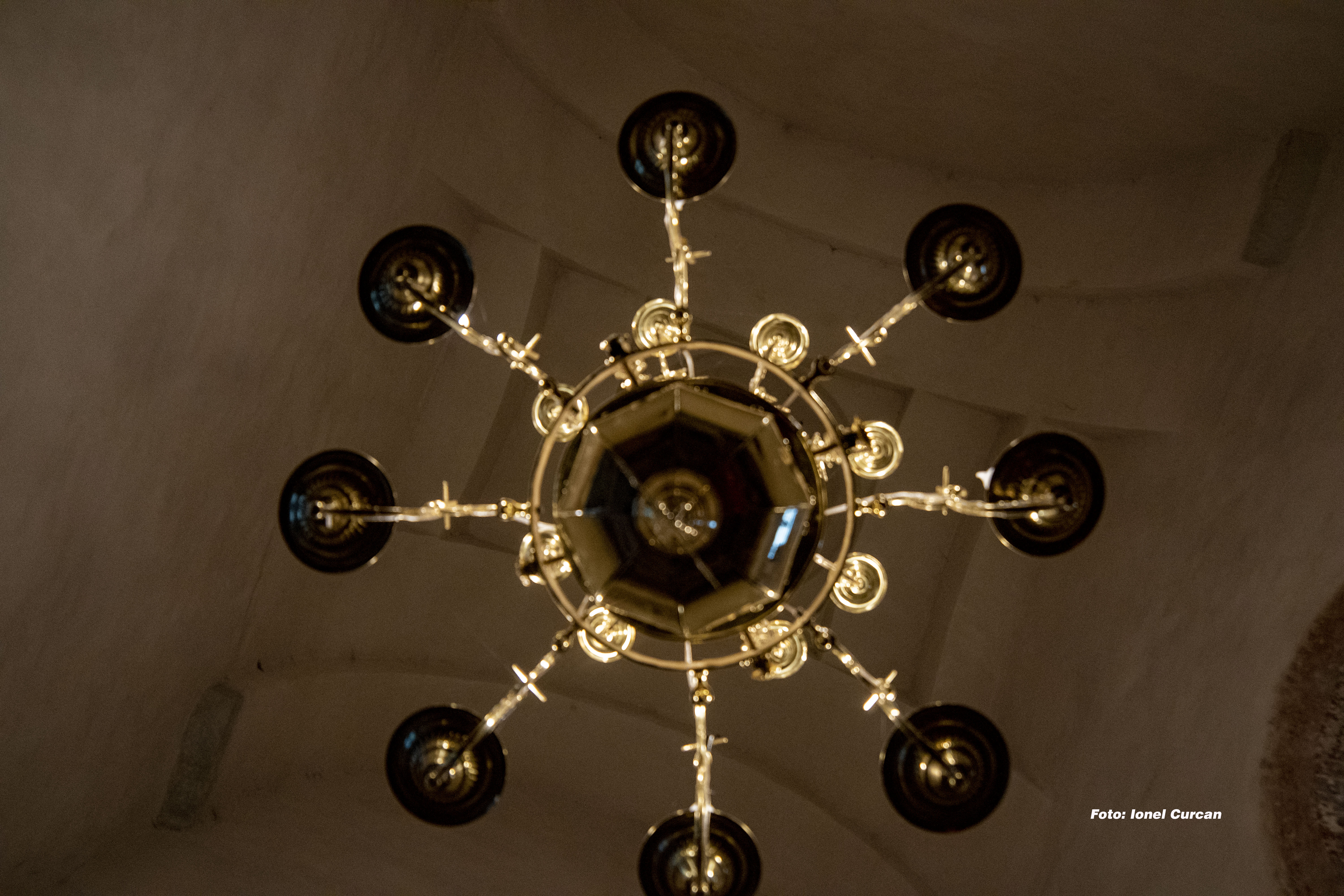
Candelabru
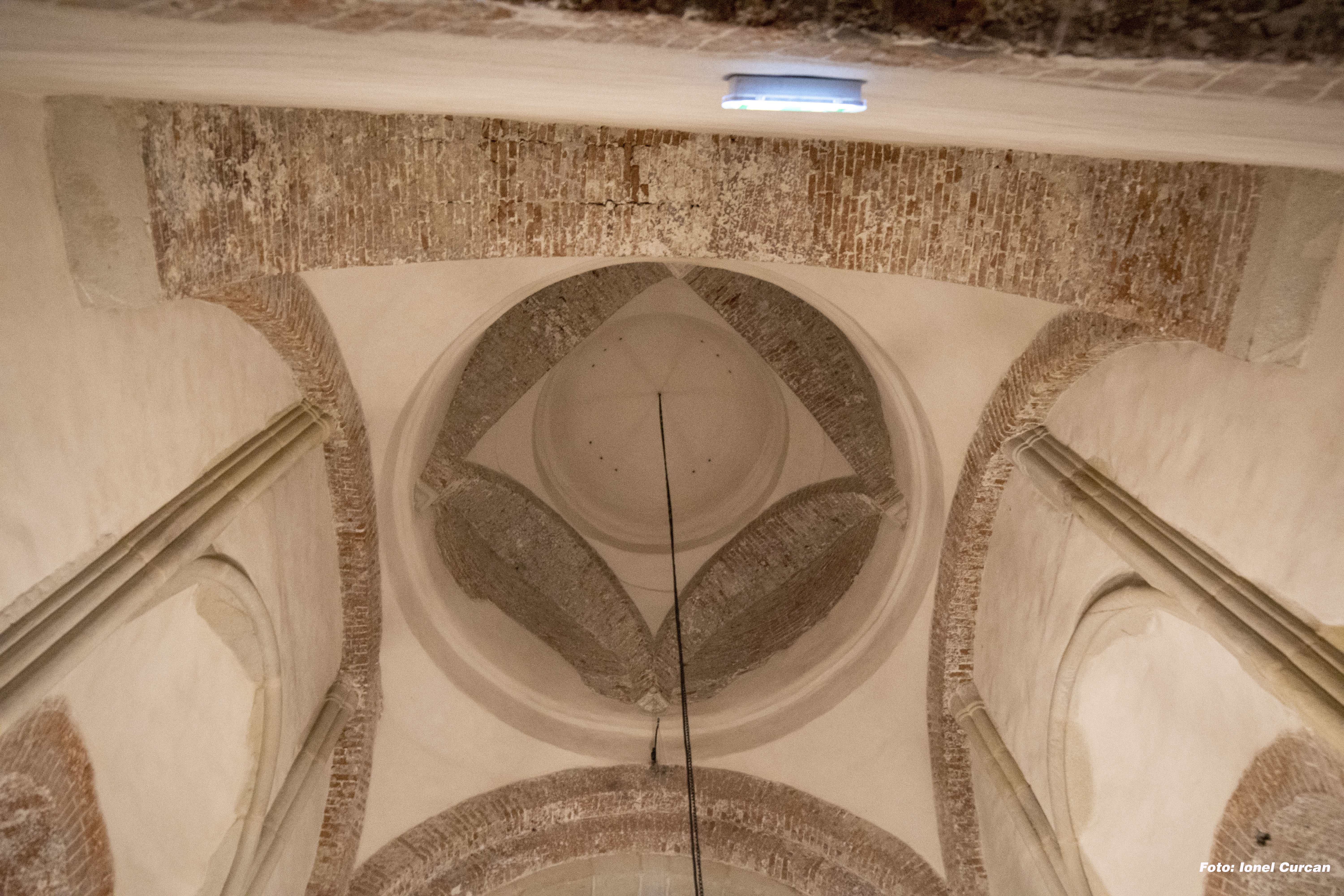
Interior